# Saint-Vougay
Saint-Vougay [sɛ̃vugɛ] (en breton : Sant Nouga ou Vouga ou Vio ou sant Nonna) est une commune du département du Finistère, dans la région Bretagne, en France.

## Géographie

### Localisation
Commune proche du parc naturel régional d'Armorique et peu éloignée de la Manche, Saint-Vougay se situe à environ 35 km au nord-est de Brest.
| - OpenStreetMap Limite communale. |

### Communes limitrophes

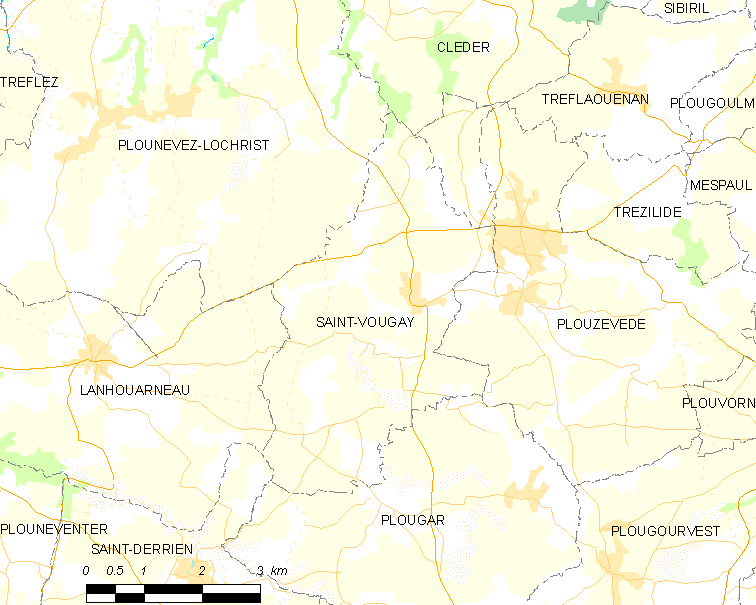
Carte de saint-Vougay et des communes avoisinantes.

| Plounévez-Lochrist              | Cléder       | Tréflaouénan |
| Plounévez-Lochrist Lanhouarneau | Saint-Vougay | Plouzévédé   |
| Lanhouarneau                    | Plougar      | Plougar      |

### Géologie
La commune est classée en zone de sismicité 2, correspondant à une sismicité faible.

### Relief et hydrographie
Le finage de Saint-Vougay correspond à une partie du plateau du Léon en légère pente vers le nord : les points les plus élevés se trouvent dans la partie est de la commune (102 mètres au niveau de l'antenne située au nord du hameau de Pen ar Valy) ainsi que dans la partie sud-ouest du territoire communal (au sud-ouest du hameau de Poull Laéron l'on dépasse aussi légèrement les 100 mètres d'altitude) ; de manière plus générale les deux tiers sud de la commune dépassent ou avoisinent les 90 mètres d'altitude (le château de Kerjean est à 97 mètres, le bourg vers 85 mètres) ; la partie nord de la commune est légèrement plus basse (77 mètres par exemple à Coat Kernonen), seuls les vallées des cours d'eau échancrant ce plateau étant à une altitude moindre : celle du petit fleuve côtier Kerallé, qui a sa source dans le sud-ouest de la commune et se jette dans l'Anse de Kernic et sert en partie de limite ouest à la commune, la séparant de celles de Plounévez-Lochrist, s'abaisse jusqu'à 54 mètres à l'endroit où ce cours d'eau quitte la commune à sa limite nord, entre la chapelle Saint-Jean-Baptiste et le château ruiné de Kergonadeac'h, lequel est en Cléder ; le Kerallé reçoit quelques affluents, dont un de rive gauche, qui passe par Kerizinen, sert un temps de limite communale avec Lanhouarneau, et un de rive droite, qui passe par le hameau de Saint-Jean et conflue avec le Kerallé à la pointe nord du territoire communal et sert un moment de limite communale avec Cléder. Un autre fleuve côtier, le Guillec prend sa source dans la partie est de la commune, dans le bois de Tréanton, se dirigeant ensuite vers les communes de Plougar et Plouzévédé, qu'il traverse.
Le Guillec, d'une longueur de 25 km, prend sa source dans la commune  et se jette  dans la Manche entre les communes de Sibiril et de Plougoulm, après avoir traversé huit communes. 

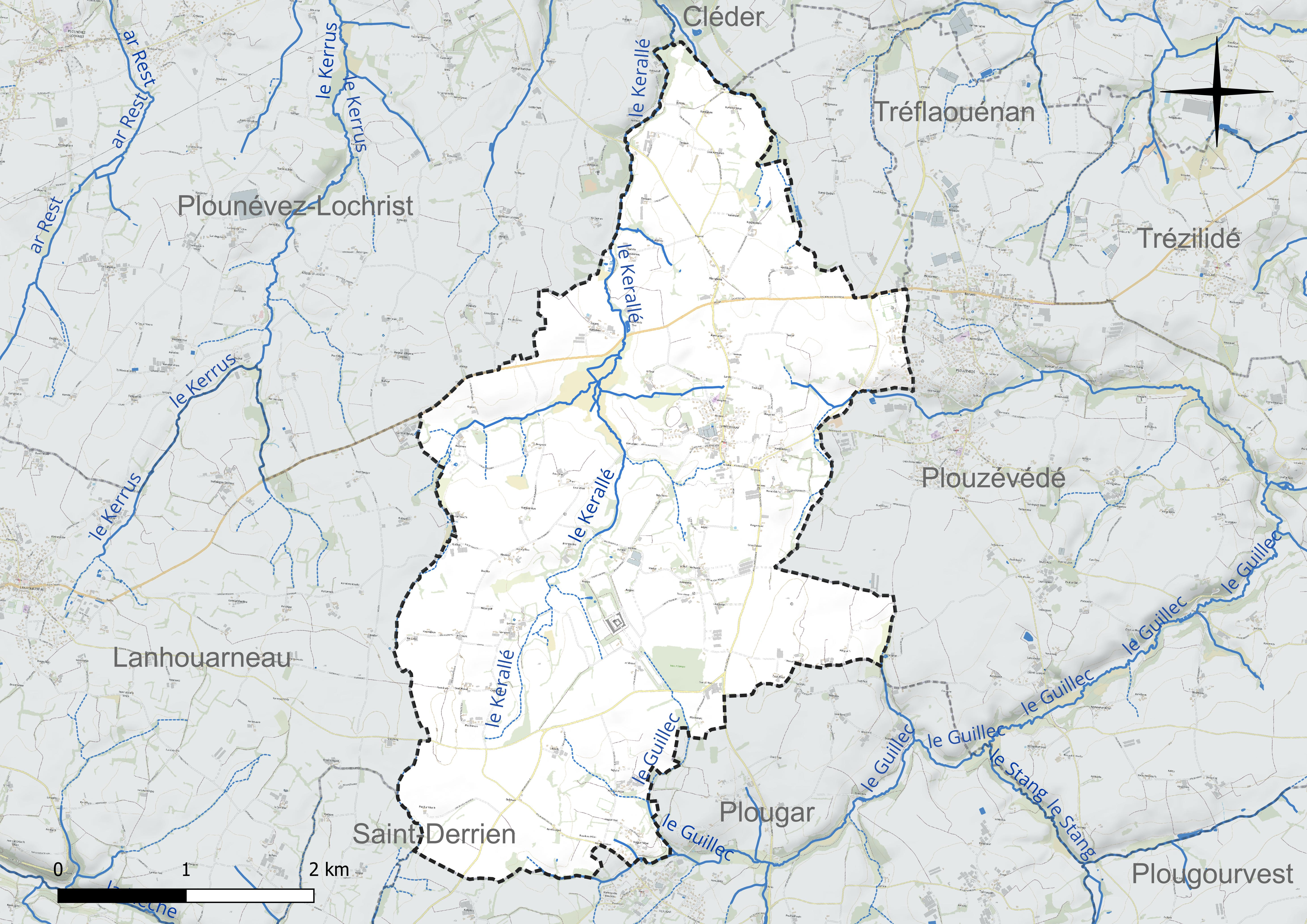
Réseau hydrographique de Saint-Vougay.

Le Kerallé, d'une longueur de 16 km, prend sa source dans la commune  et se jette  dans la Manche entre les communes de Plouescat et de Plounévez-Lochrist, après avoir traversé quatre communes. 

### Climat
Pour des articles plus généraux, voir Climat de la Bretagne et Climat du Finistère.
En 2010, le climat de la commune est de type climat océanique franc, selon une étude du CNRS s'appuyant sur une série de données couvrant la période 1971-2000. En 2020, Météo-France publie une typologie des climats de la France métropolitaine dans laquelle la commune est exposée à un climat océanique et est dans la région climatique  Finistère nord, caractérisée par une pluviométrie élevée, des températures douces en hiver (6 °C), fraîches en été et des vents forts. Parallèlement l'observatoire de l'environnement en Bretagne publie en 2020 un zonage climatique de la région Bretagne, s'appuyant sur des données de Météo-France de 2009. La commune est, selon ce zonage, dans la zone « Monts d'Arrée », avec des hivers froids, peu de chaleurs et de fortes pluies.  
Pour la période 1971-2000, la température annuelle moyenne est de 11,4 °C, avec  une amplitude thermique annuelle de 9,6 °C. Le cumul annuel moyen de précipitations est de 1 071 mm, avec 16,1 jours de précipitations en janvier et 8,3 jours en juillet. Pour la période 1991-2020, la température moyenne annuelle observée sur la station météorologique la plus proche, située sur la commune de Saint-Servais à 9 km à vol d'oiseau, est de 11,6 °C et le cumul annuel moyen de précipitations est de 1 160,4 mm,. Pour l'avenir, les paramètres climatiques de la commune estimés pour 2050 selon différents scénarios d'émission de gaz à effet de serre sont consultables sur un site dédié publié par Météo-France en novembre 2022.

### Transports
Saint-Vougay est à l'écart des grands axes de transports. Le bourg est principalement desservi par la D 30, qui vient côté sud de Bodilis et Landivisiau et se dirige côté nord vers Plouescat. La partie nord de la commune est traversée dans le sens ouest-est par la D 788 (ancienne Route nationale 788) qui vient côté ouest de Lesneven via Lanhouarneau et se dirige côté est vers Saint-Pol-de-Léon via Berven (en Plouzévédé).

### Paysages et habitat
Le paysage agraire traditionnel de la commune est celui du bocage avec un habitat dispersé en écarts formés de hameaux (dénommés localement "villages") et fermes isolées. Le bourg, de modeste importance traditionnellement, est situé au centre-est de la commune. La commune a conservé pour l'essentiel son caractère rural, même si quelques lotissements se sont construits depuis la décennie 1980 à sa périphérie.

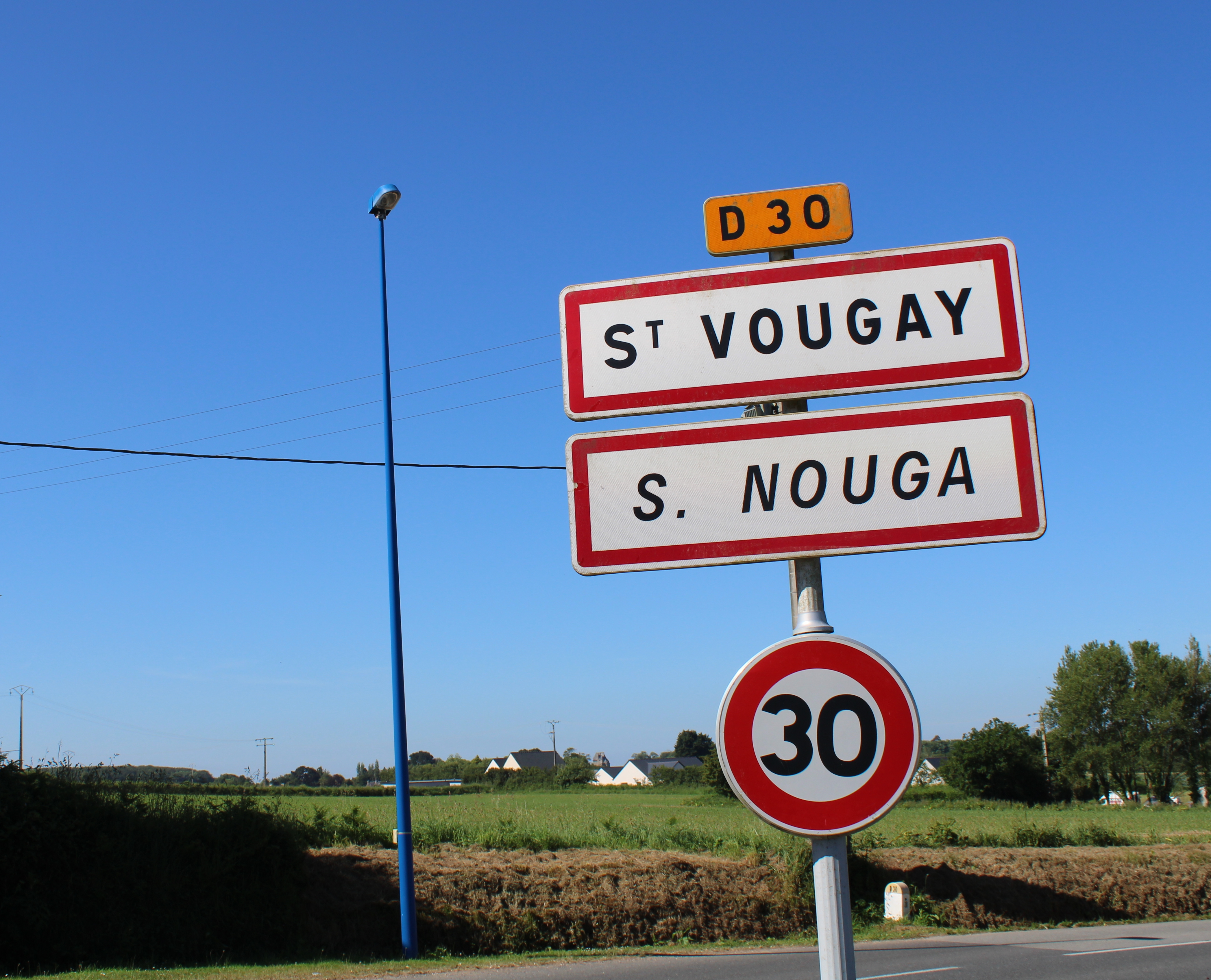
Panneau d'entrée du bourg de Saint-Vougay.
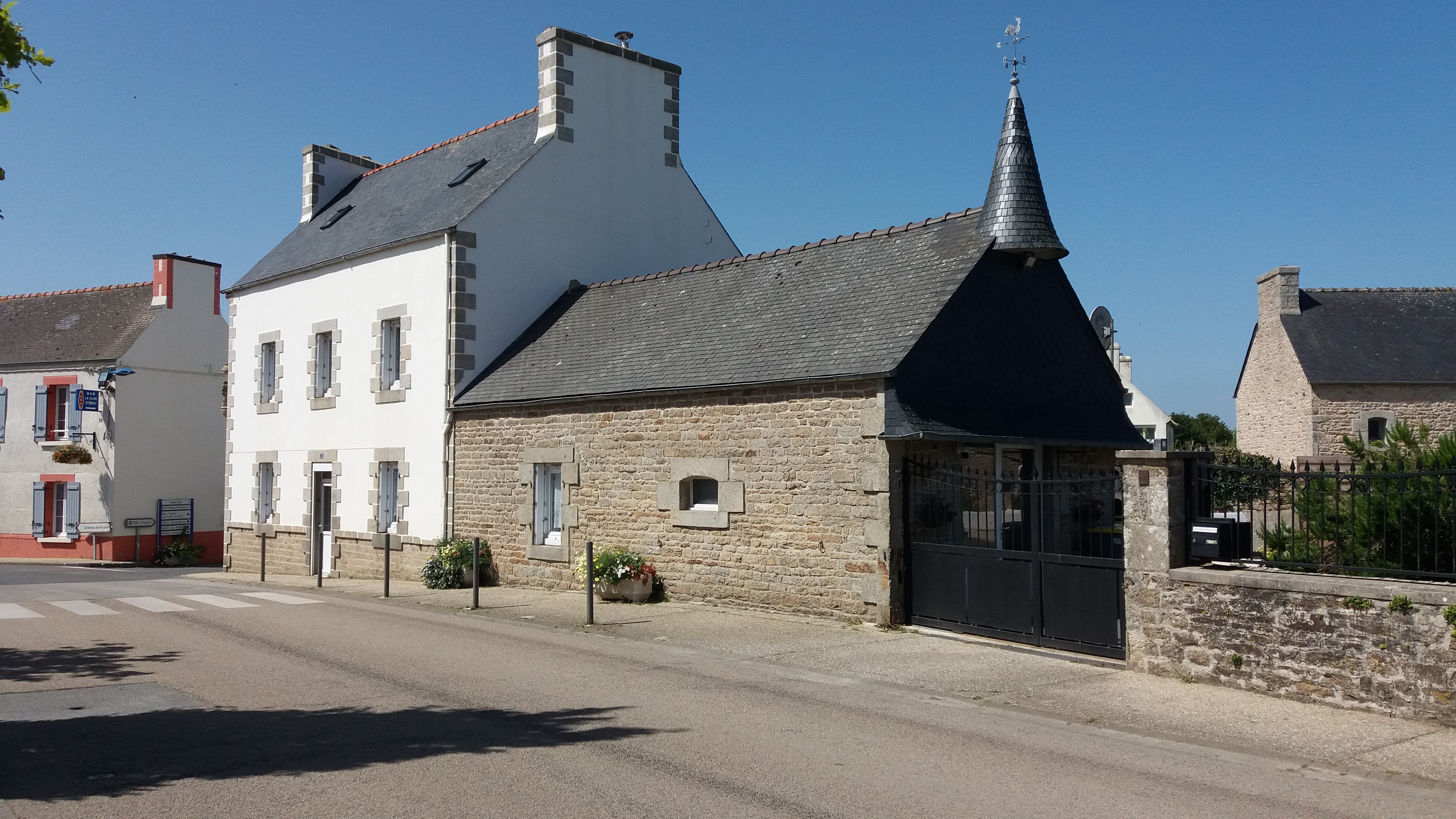
Maison avec tourelle, route de Plouescat.

## Urbanisme

### Typologie
Au 1er janvier 2024, Saint-Vougay est catégorisée commune rurale à habitat dispersé, selon la nouvelle grille communale de densité à 7 niveaux définie par l'Insee en 2022.
Elle est située hors unité urbaine. Par ailleurs la commune fait partie de l'aire d'attraction de Landivisiau, dont elle est une commune de la couronne,. Cette aire, qui regroupe 12 communes, est catégorisée dans les aires de moins de 50 000 habitants,.

### Occupation des sols
L'occupation des sols de la commune, telle qu'elle ressort de la base de données européenne d'occupation biophysique des sols Corine Land Cover (CLC), est marquée par l'importance des territoires agricoles (96,2 % en 2018), en diminution par rapport à 1990 (97,4 %). La répartition détaillée en 2018 est la suivante : 
terres arables (68,2 %), zones agricoles hétérogènes (19,7 %), prairies (8,3 %), zones urbanisées (3,5 %), forêts (0,3 %). L'évolution de l'occupation des sols de la commune et de ses infrastructures peut être observée sur les différentes représentations cartographiques du territoire : la carte de Cassini (XVIIIe siècle), la carte d'état-major (1820-1866) et les cartes ou photos aériennes de l'IGN pour la période actuelle (1950 à aujourd'hui).

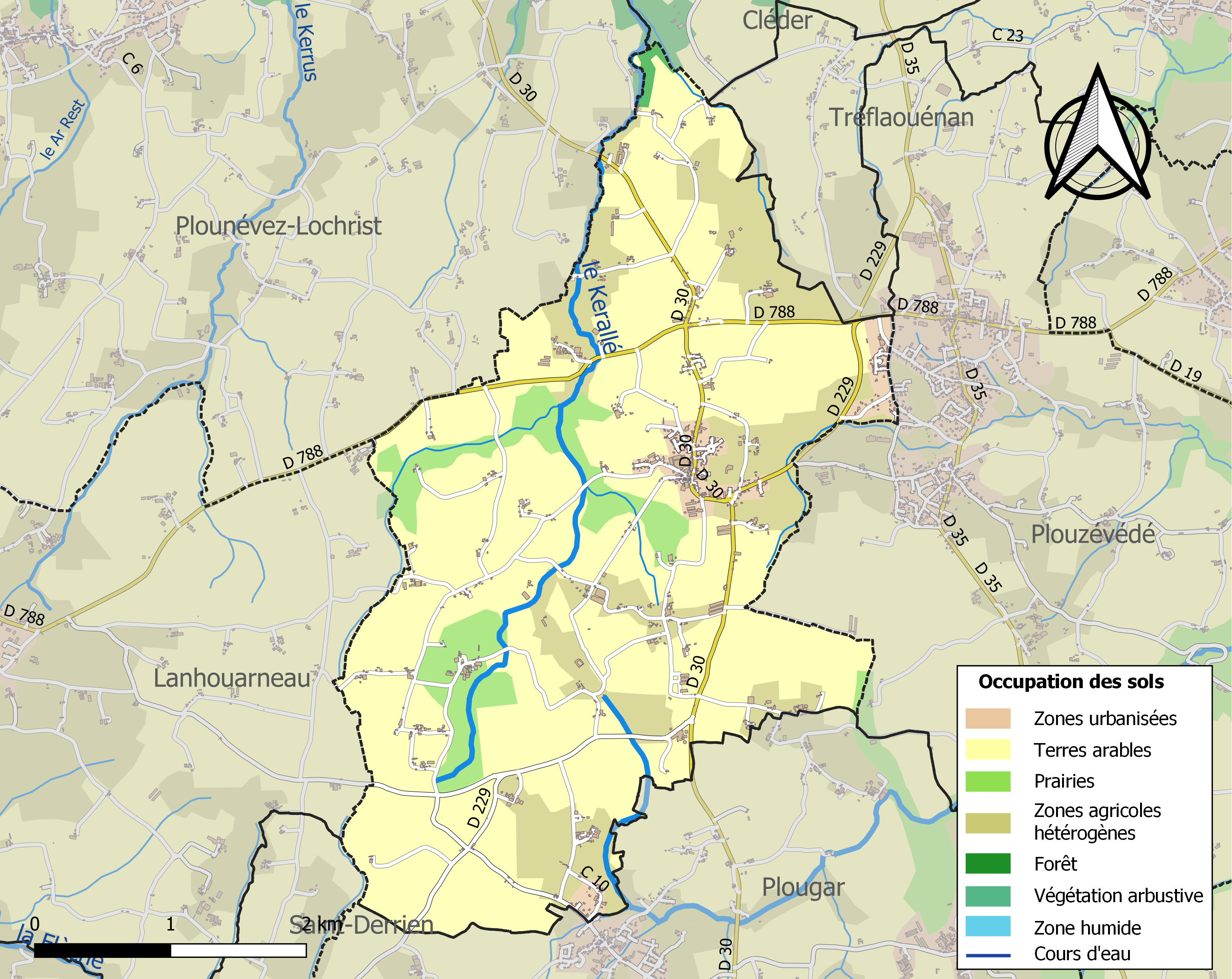
Carte des infrastructures et de l'occupation des sols de la commune en 2018 (CLC).

### Logement
En 2013, le nombre total de logements dans la commune était de 461.
Parmi ces logements, 84 % étaient des résidences principales, 7,5 % des résidences secondaires et 8,5 % des logements vacants.
La part des ménages propriétaires de leur résidence principale s'élevait à 77 %.

## Toponymie
Le nom de la localité est attesté sous les formes Saint-Vouga en 1426, Sanctus Vogay en 1467, Sainct Vouga en 1481, Sanctus Vouga en 1516.
Saint-Vougay tire son nom de saint Vougay, Vouga ou Vio qui est né en Hybernie (Irlande), au début du VIe siècle.
Le nom breton de la commune est Sant-Nouga. Les habitants sont dénommés "saint-vougaisiens".

## Histoire

### Préhistoire et Antiquité
Un tumulus de 30 mètres de diamètre et 3 mètres de hauteur, entouré de douves, se trouve à 80 mètres au nord de Kermadec-Bras.

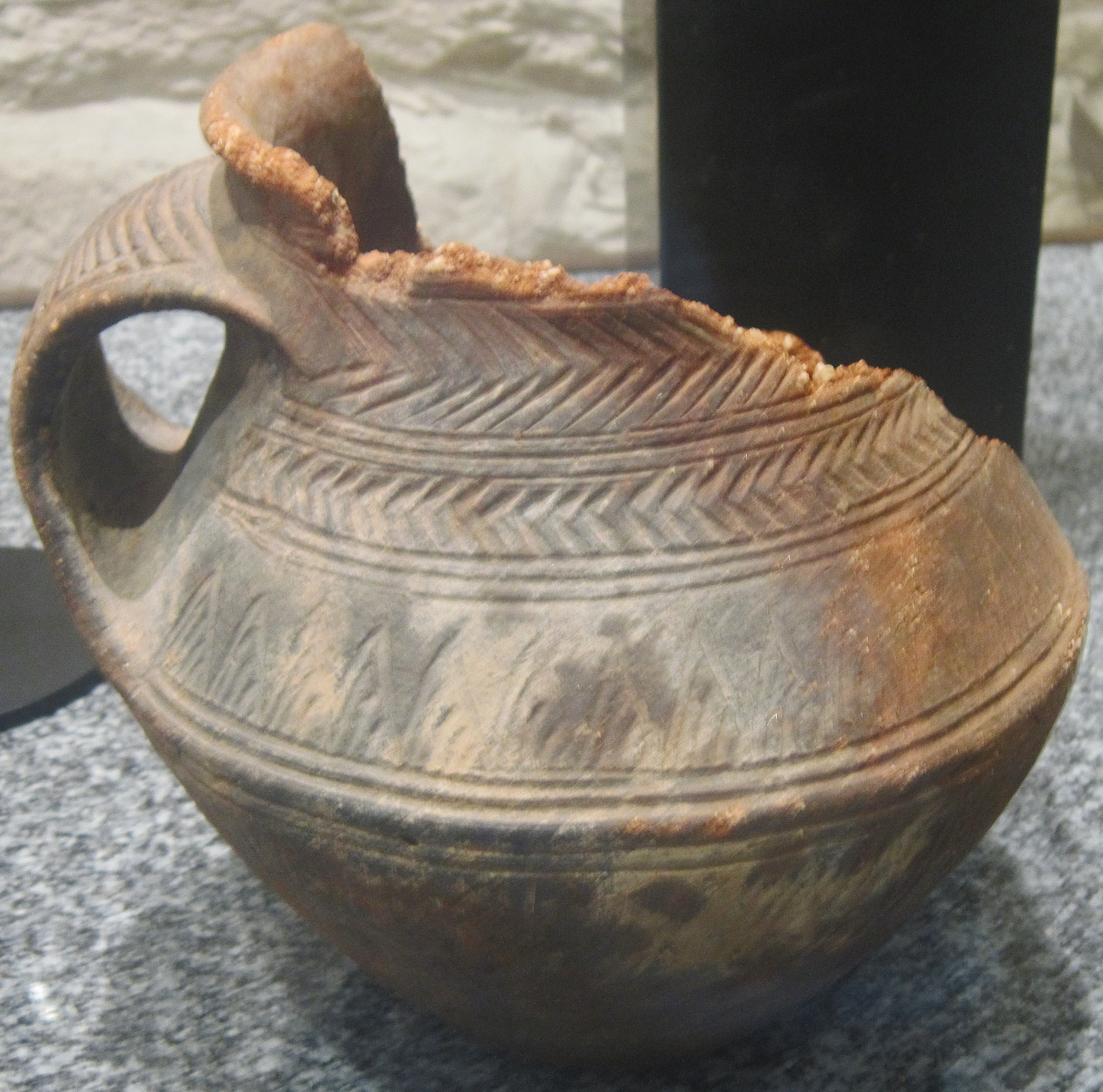
Vase à une anse en terre cuite trouvé dans la nécropole du Graéoc en Saint-Vougay (âge du bronze moyen, Musée départemental breton).

### Le missel de Saint-Vougay
Le Missel de Saint-Vougay est un manuscrit sur parchemin qui contient notamment une prière invoquant les Sept saints fondateurs de la Bretagne ; c'est l'une des sources manuscrites les plus anciennes les évoquant. Ce missel a été déposé aux archives départementales du Finistère ; il était auparavant placé au-dessus du tabernacle du maître-autel de l'église paroissiale.
C'est un missel manuscrit qui, disait-on, aurait servi à saint Vougay, ce qui est impossible car ce saint aurait vécu au Ve siècle-VIe siècle, alors que ce missel date du XIe siècle ou du XIIe siècle. Toutefois, c'est un missel de rite gallican (remplacé au début du IXe siècle par le rite grégorien) et ce pourrait donc être une copie d'un missel antérieur. Il lui manque beaucoup de pages (il était regardé comme une relique précieuse à laquelle étaient attachées des vertus de guérison, notamment de la fièvre, ce qui pourrait expliquer la perte de plusieurs feuillets, peut-être découpés par des malades). Il aurait aussi servi de livre de chant ou de chœur car ses interlignes sont remplis de caractères musicaux tels qu'ils étaient en usage avant l'invention des portées musicales. En 1890 la population de Saint-Vougay continuait « à baiser respectueusement, les jours de pardon, les feuillets noircis du vénérable missel ») et d'autres sont illisibles en raison de sa vétusté. Il contient notamment une liste de saints locaux inconnus ou quasi inconnus par ailleurs.

### Moyen Âge
La paroisse de Saint-Vougay serait issue du démembrement de la paroisse de l'Armorique primitive de Plounévez, celle-ci étant elle-même un démembrement de l'ancienne paroisse primitive de Plouider.
Au début du XVe siècle Saint-Vougay comprenait les manoirs de Kérouzéré-Bihan, Kersauson, le Cloestre, Mangouerée, Trouhern, Kernavalo, Penfenteniou, Kerouaron, Kerlan et Kermaingui.
La maison noble de Gouzillon existait déjà au XIIIe siècle et la famille éponyme a été reconnue noble d'ancienne extraction lors des réformations de 1426, 1536 et 1669. Jeanne de Gouzillon (1536-1596) épousa Louis Barbier vers 1558 à Gouesnou et devint, après la mort de son mari, douairière de Kerjean.

### Époque moderne

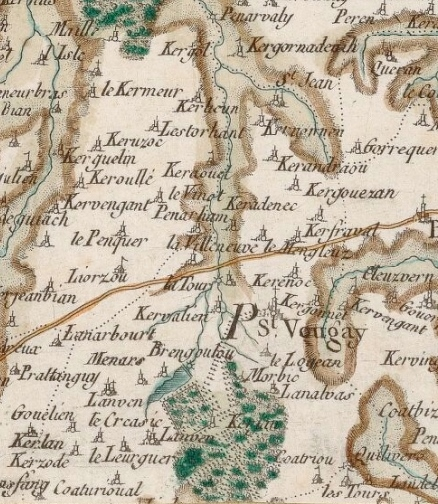
Carte de Cassini de la paroisse de Saint-Vougay (1783).

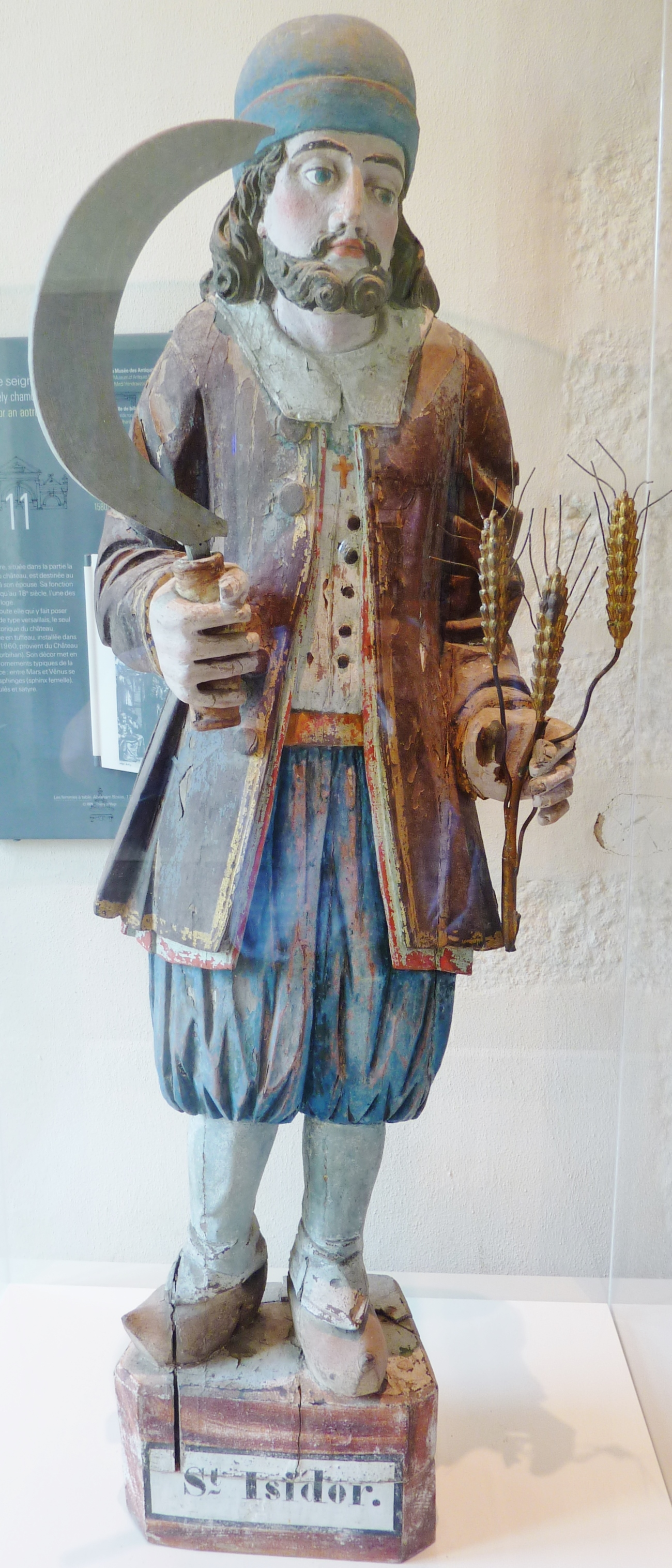
Saint-Vougay : statue de saint Isidore datant du XVIIIe siècle (habillé en paysan du Léon de cette époque).

Le château de Kerjean est construit dans la seconde moitié du XVIIe siècle par la famille Barbier.
En 1759, une ordonnance de Louis XV ordonne à la paroisse de Saint-Vougay de fournir 19 hommes et de payer 124 livres pour « la dépense annuelle de la garde-côte de Bretagne ».
Jean-Baptiste Ogée décrit ainsi Saint-Vougay en 1778 :

« Saint-Vougay ; à 3 lieues au sud-ouest de Saint-Pol-de-Léon, son évêché ; à 42 lieues de Rennes ; et à 3 lieues de Lesneven, sa subdélégation et son ressort. On y compte 1 200 communiants : la cure est présentée par l'Évêque. Le territoire, couvert d'arbres et buissons, produit des grains, du cidre et du foin ; on y aperçoit des landes assez étendues. »

### Révolution française
Joseph Le Roux et Guillaume Pinvidic furent les deux députés élus par les paroissiens de Saint-Vougay pour les représenter à l'assemblée du tiers-état de la sénéchaussée de Lesneven au printemps 1789.
En 1792, en réponse à une enquête, la municipalité de Saint-Vougay répond que le nombre de personnes « qui ont besoin d'assistance » est de 272 (sur 1 015 habitants).
Le 30 mars 1793, après la bataille de Kerguidu, les deux communes de Plouzévédé et Saint-Vougay furent taxées ensemble de 13 632 livres pour avoir participé à l'insurrection du Léon.

### LeXIXesiècle
A. Marteville et P. Varin, continuateurs d'Ogée, décrivent ainsi Saint-Vougay en 1853 :

« Saint-Vougay : commune formée de l'ancienne paroisse de ce nom aujourd'hui succursale. (...) Principaux villages :Moguerou-Rien, Mengleuz, Kervizinen, Kergaranton, Roudousmeau, Kergreac'h, Kerhuella. Château de Kerjean. Superficie totale 1 510 hectares, dont (...) terres labourables 733 ha, prés et pâturages 164 ha, bois 44 ha, étang 3 ha, landes et incultes 476 ha (...). Moulins : 5 (à eau ; de Kerallé, de la Tour, de Keradennec, de Kerang). (...) Géologie : constitution granitique. On parle le breton. »

Le pourcentage de conscrits illettrés à Saint-Vougay entre 1858 et 1867 est de 63 %.
Benjamin Girard écrit en 1889 que « le bourg (...) renferme une population [agglomérée] de 171 habitants » (pour une population communale totale de 1 211 habitants) et que « les anciennes chapelles de Saint-Jean-de-Querau et de Lauven sont aujourd'hui ruinées ».
La Revue socialiste écrit en 1893 qu'à Saint-Vougay « si l'instituteur n'assistait pas aux offices, il serait stigmatisé en chaire même. Les élèves déserteraient l'école, il ne trouverait plus à acheter les aliments nécessaires aux siens et à lui-même ».

### LeXXesiècle

#### La Belle Époque

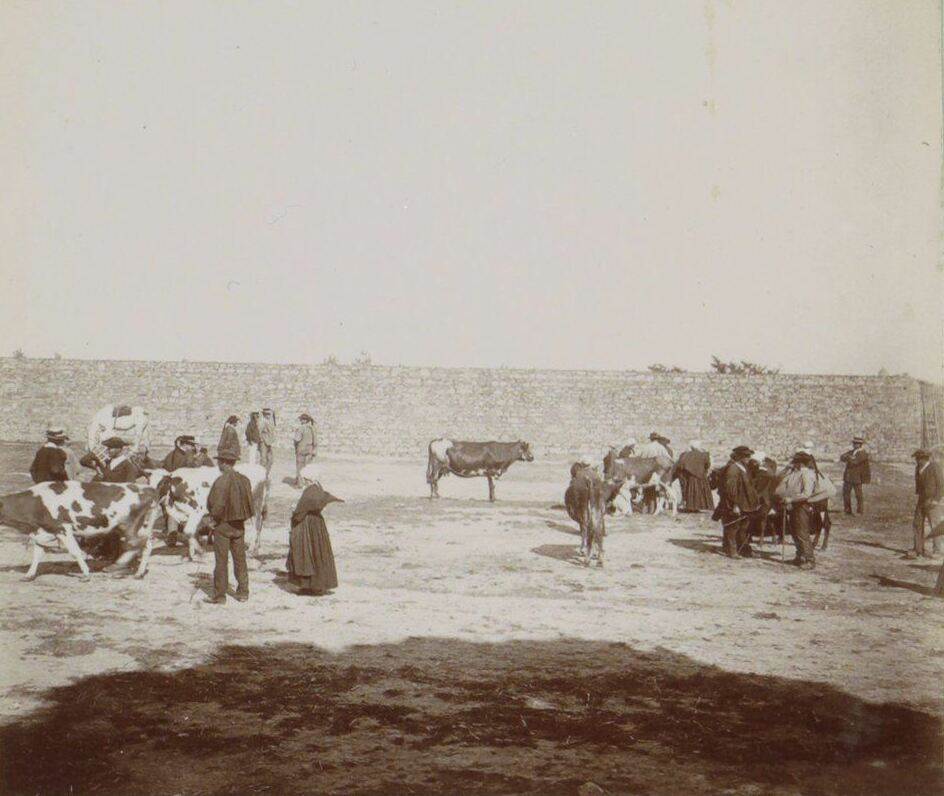
Marché aux bestiaux à Saint-Vougay (1901).

Répondant en 1904 à une enquête de l'inspection académique, l'instituteur de Saint-Vougay écrit : « Je ne connais aucune [famille] dans la commune où les membres parlent français entre eux ou à leurs enfants, à la maison ».
L'abbé Jean-Marie Perrot reçut sa première nomination officielle comme vicaire à Saint-Vougay en avril 1904 : il y entreprit la création d'un patronage, Paotred Sant-Nouga, où il forma la jeunesse au travers de cercles d'études, d'une chorale et d'un groupe de théâtre, écrivant des pièces en langue bretonne comme Alanik al Louarn et Dragon Sant-Paol (« Il a mis à la portée des paysans les joies d'un art simple et délicat tout ensemble, en exaltant l'attachement au sol natal, à la petite Patrie, au fier passé de la race »). Œuvrant pour la défense de la langue bretonne, il créa en 1905 le Bleun-Brug et dirigea la revue Feiz ha Breiz avant d'être nommé vicaire à Saint-Thégonnec en 1914.
Le Journal des débats politiques et littéraires écrit le 12 septembre 1912 que la commune de Saint-Vougay, « bourgade perdue au fond des terres, privée de communication par voie ferrée (...) était profondément ignorée de la foule. (...) L'abbé Perrot y fut nommé vicaire. Il comprit que le théâtre breton serait pour lui d'un efficace secours dans l'exercice de son ministère sacerdotal et, encouragé par ses supérieurs, il y fonda dès son arrivée le fameux Gouel ar Bleun Brug, la "Fête des bruyères" (...) qui n'a pas tardé à acquérir une réputation immense ».
Le 22 novembre 1906, avec un grand déploiement de forces, l'inventaire des biens d'église de Saint-Vougay pût être fait sans incidents graves, le clergé ayant prêché énergiquement le calme ; les portes de l'église paroissiale étant fermées, elles furent forcées par des crocheteurs aidés de quelques soldats.

#### La Première Guerre mondiale

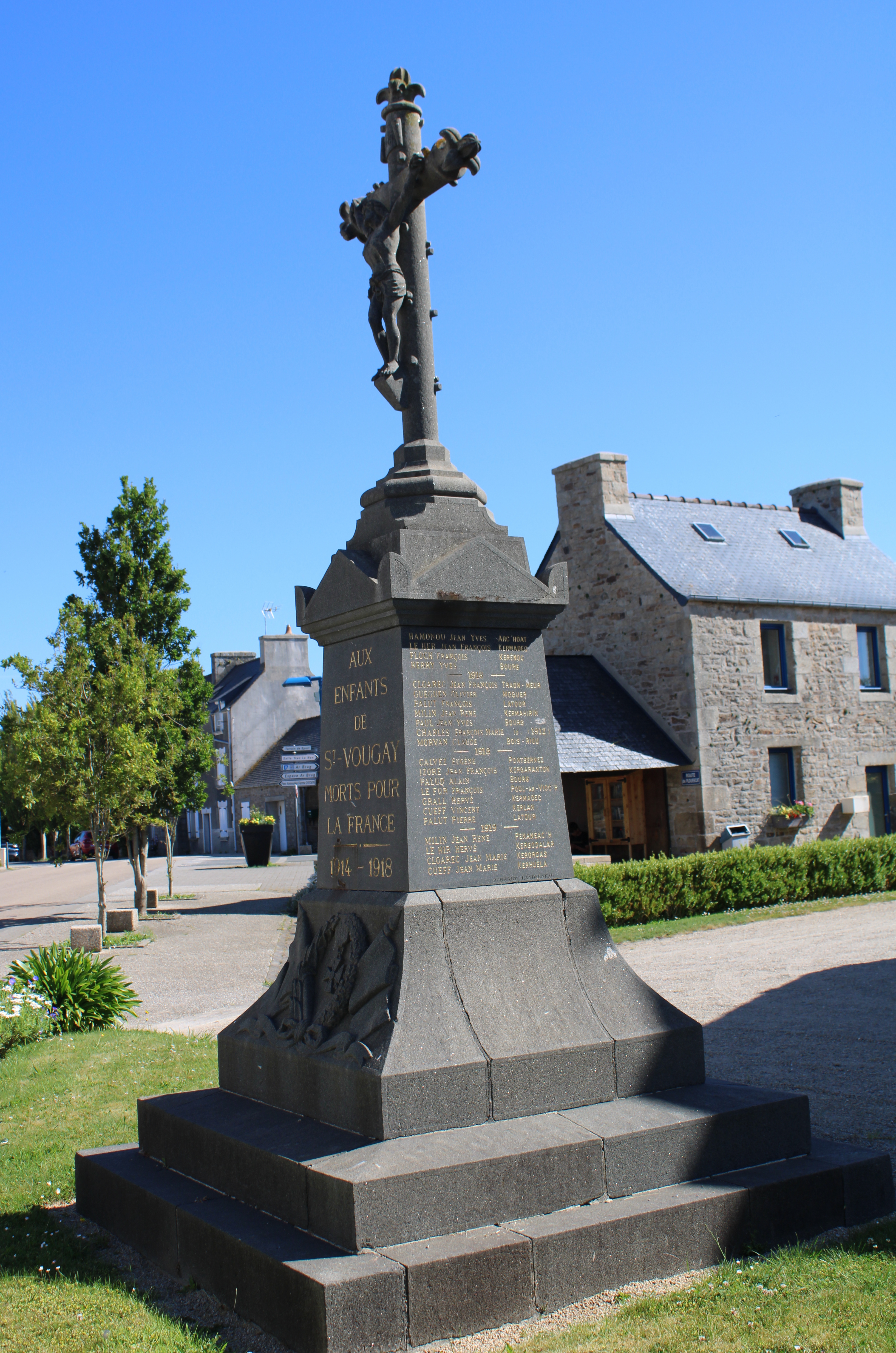
Le monument aux morts.

Le monument aux morts de Saint-Vougay porte les noms de 45 soldats morts pour la France pendant la Première Guerre mondiale ; parmi eux, 2 sont morts en Belgique dès le 22 août 1914, l'un ( Yves Bozec) à Maissin, l'autre (Hervé Péron) à Rossignol ; Pierre Sparfel est mort de maladie en 1915 en Tunisie ; Jean Pierson est mort en mer lors du naufrage du Casabianca le 3 juin 1915 ; la plupart des autres sont morts sur le sol français. La liste du ministère des pensions porte aussi le nom de Claude Derrien, marsouin décédé en 1916 lors du naufrage du Provence II.

#### L'Entre-deux-guerres
François Louis Boulc'h, pupille de la nation fut le premier bachelier de Saint-Vougay : pour cette raison, bien qu'issu d'une famille très Pauvre, il put suivre des études car elles étaient financées par l'État à condition qu'elles soient effectuées dans un établissement public (ce fut le lycée de Kerichen à Brest) ; le curé de Saint-Vougay en fut si contrarié qu'il menaça la mère de l'enfant d'excommunication ; elle finit par en perdre la raison

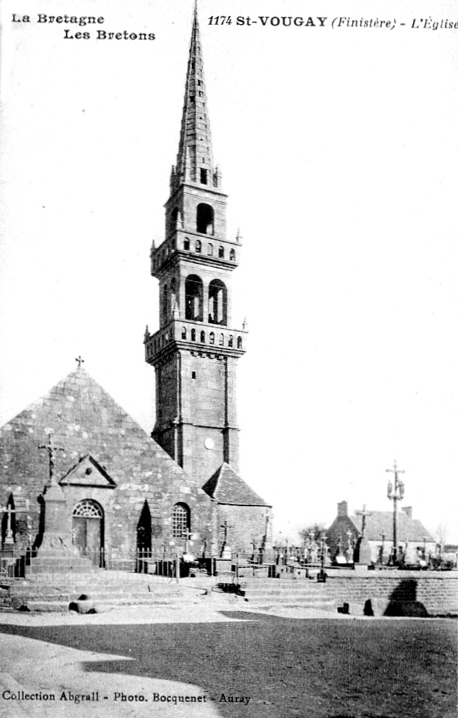
Saint-Vougay ː l'église paroissiale et le monument aux morts vers 1930 (carte postale).

Le 19 avril 1931 la foudre tomba sur l'église paroissiale ; c'était un dimanche vers 15 heures pendant les vêpres et l'église était pleine, des enfants que l'on préparait à la première communion étant présents ; un éclair foudroya le coq du clocher, fît un trou dans le mur épais du baptistère, blessa plusieurs personnes présentes et endommagea quelques tombes du cimetière entourant l'église ; les maisons avoisinantes subirent aussi quelques dégâts.
Onze réfugiés espagnols, membres de deux familles, ayant fui leur pays en raison de la Guerre civile espagnole furent hébergés entre février 1939 et avril 1939 au bourg de Saint-Vougay chez Maryvonne Bastard, servante du curé et « dame au grand cœur » demeurant à Pen Ar Pors ; pendant leur séjour, deux enfants de ces familles furent baptisés à Saint-Vougay ; ces familles retournèrent ensuite en Espagne.

#### La Seconde Guerre mondiale

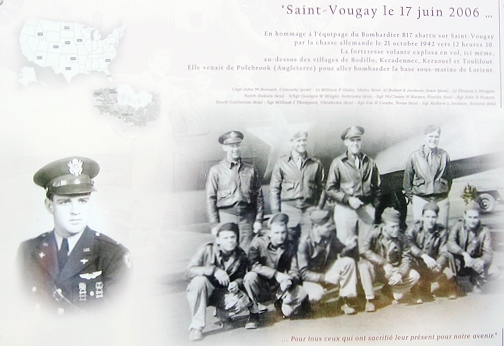
Saint-Vougay ː plaque commémorative du crash du B17 survenu le 21 octobre 1942.

Le 21 octobre 1942 une forteresse volante américaine B17 venue d'Angleterre, et se dirigeant avec 65 autres avions vers Lorient pour y pilonner la base sous-marine, prise en chasse par des FW allemands, s'écrasa près du hameau de Mougourourien ; seuls deux membres de l'équipage furent rescapés. Une aile de l'avion, conservée jusque-là à Saint-Vougay, a été donnée au Fort Montbarey à Brest en 2018.
Jean Person, pilote de guerre, est mort en service commandé au-dessus de Wachendorf (Allemagne) le 6 décembre 1944.
Sept autres soldats et marins originaires de Saint-Vougay sont morts pour la France pendant la Seconde Guerre mondiale : deux soldats (Jacques Creignou et Marcel Cueff) lors de la Bataille de France au printemps 1940 ; Roger Morizur, quartier-maître à bord du torpilleur Bourrasque, disparu en mer le 30 mai 1940 ; Marcel Olivier, quartier-maître à bord du cuirassé Bretagne lors de l'attaque anglaise de Mers el-Kébir le 3 juillet 1940 ; Hervé Floch mort le 14 juillet 1941 en Isère et François Hamonou, mort de maladie le 6 avril 1944 en Allemagne.

#### L'après Seconde Guerre mondiale
Yves Jeffroy, soldat originaire de Saint-Vougay, est mort pour la France le 24 juin 1954 lors de la Guerre d'Indochine.
D'importants élevages avicoles s'installent sur la commune dans la décennie 1960.

## Politique et administration

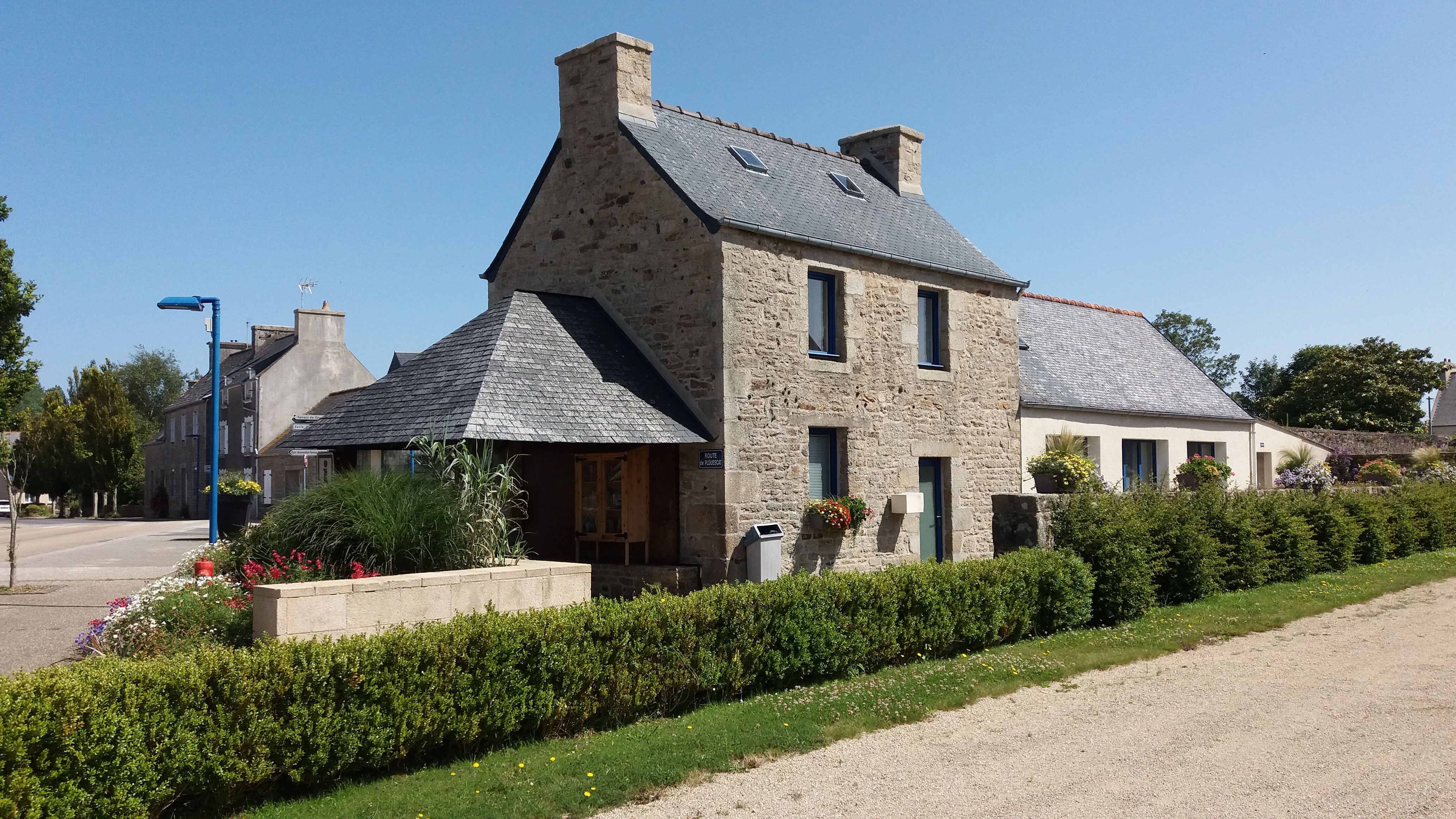
La mairie de Saint-Vougay, côté sud.

| Période                                  | Période  | Identité                | Étiquette | Qualité |
| ---------------------------------------- | -------- | ----------------------- | --------- | --- |
| 1803                                     | 1808     | Yves Corre              |           | |
| 1808                                     | 1817     | Alexandre Le Paige      |           | Propriétaire. |
| 1817                                     | 1818     | François Armand Buors   |           | Chirurgien. Officier de santé. |
| 1818                                     | 1837     | François Guennégan      |           | Cultivateur. |
| 1838                                     | 1840     | Yves Conseil            |           | Cultivateur. |
| 1840                                     | 1844     | Émile de Kermenguy      |           | Comte. Conseiller général. Sénateur. Député. Révoqué en 1844 de son poste de maire pour avoir rendu visite au prétendant légitimiste au trône, Henri de France                      |
| 1844                                     | 1848     | Jacques Guennégan       |           | Cultivateur. |
| 1848                                     | 1850     | Charles de Coatgoureden |           | Comte. Propriétaire. |
| 1851                                     | 1855     | Claude Corre            |           | Cultivateur. |
| 1856                                     | 1870     | Jacques Guennégan       |           | Déjà maire entre 1844 et 1848. |
| 1871                                     | 1878     | Jean-Louis Conseil      |           | Cultivateur. |
| 1878                                     | 1907     | Charles de Coatgoureden |           | Comte. Fils de Charles de Coatgoureden, maire en 1850. Zouave pontifical. Habitait le château de Kerjean.                                                                           |
| 1908                                     | 1912     | Édouard de Coatgoureden |           | Comte. Fils de Charles de Coatgoureden, maire précédent. |
| 1912                                     | 1929     | Jean François Dantec    |           | Cultivateur. |
| 1929                                     | 1935     | Yves Marie Grall        |           | Cultivateur. |
| 1935                                     | 1944     | Jean-Louis Guennégan    |           | Cultivateur. |
| 1944                                     | 1963     | François-Marie Le Roux  |           | Ancien gardien et guide du château de Kerjean, titulaire de la Légion d'honneur, il prit sa retraite à Kergroaz auprès de son épouse Françoise Charles, sage-femme diplômée d'État. |
| 1964                                     | 1995     | Guillaume Le Nan        |           | Agriculteur. |
| 1995                                     | 2001     | Michel Jézéquel         |           | |
| mars 2001                                | En cours | Marie-Claire Hénaff     | DVD       | Agricultrice |
| Les données manquantes sont à compléter. |          |                         |           | |

## Économie

### Revenus de la population et fiscalité
Le nombre de ménages fiscaux en 2013 était de 383, représentant 928 personnes et la médiane du revenu disponible par unité de consommation de 18 422 €.

### Emploi
En 2014, le nombre total d'emploi dans la zone était de 201, occupant 398 actifs résidants (salariés et non salariés).
Le taux d'activité de la population âgée de 15 à 64 ans s'élevait à 79 % contre un taux de chômage (au sens du recensement) de 12,3 %. Les inactifs se répartissent de la façon suivante : étudiants et stagiaires non rémunérés 6,7 %, retraités ou préretraités 9,2 %, autres inactifs 5,1 %.
- La fromagerie de Brengoulou (Gaec Ar Wezenn Dero) fabrique et vend des fromages et produits laitiers issus de l'élevage de vaches laitières de l'exploitation[47].

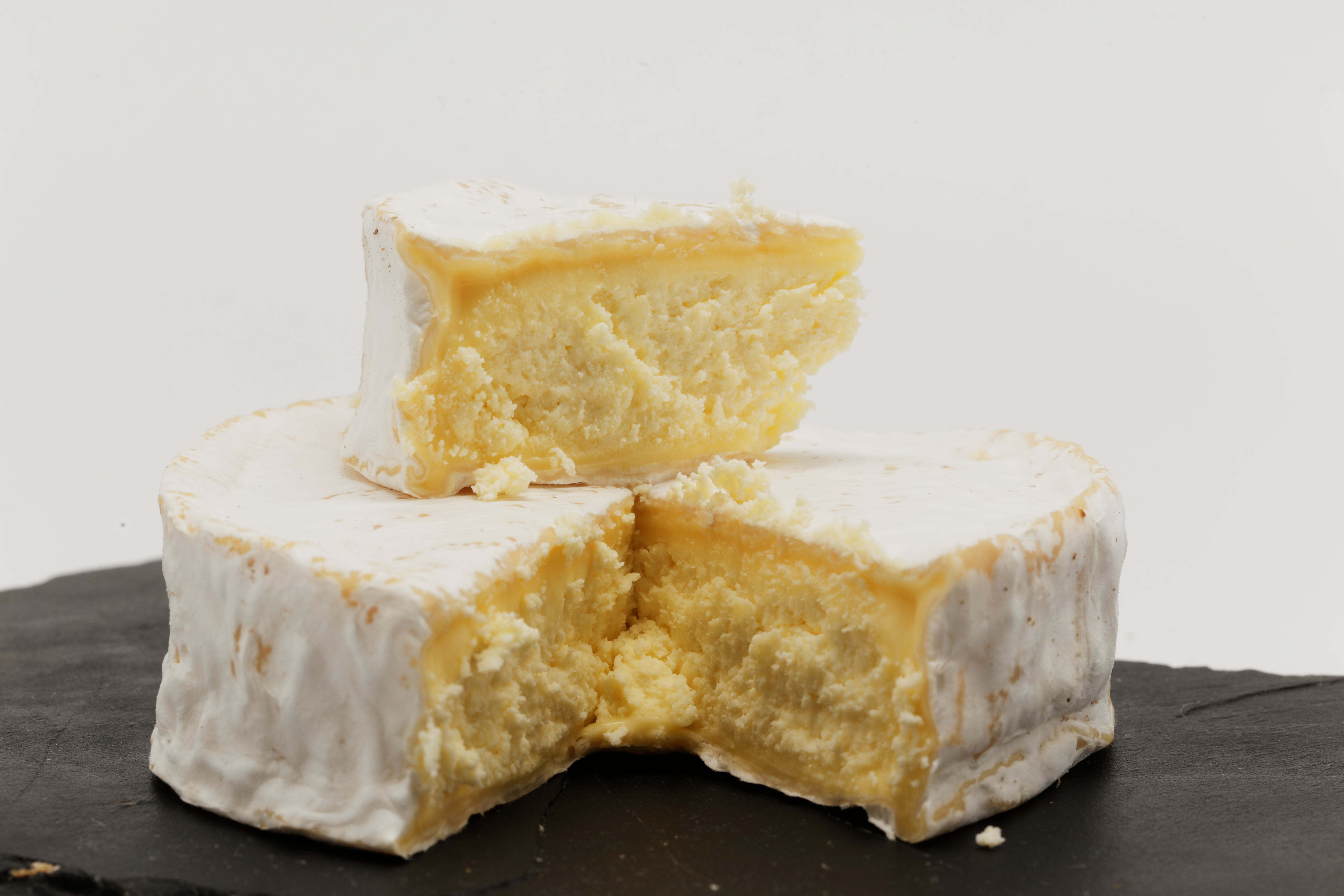
Kastell Nevez de Brengoulou
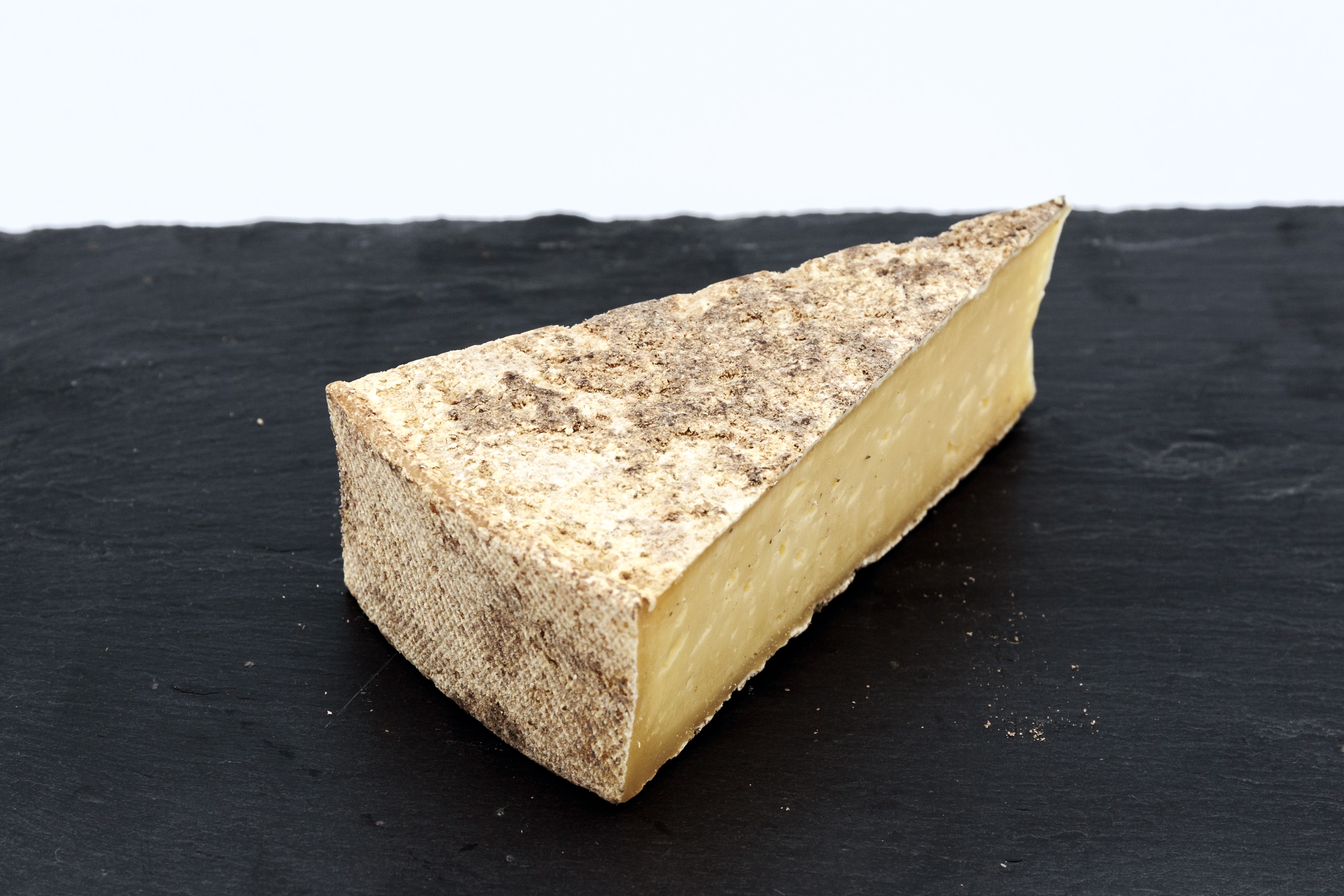
Tomme de Brengoulou

### Entreprises et commerces
En 2015, le nombre d'établissements actifs était de soixante seize dont trente-six dans l'agriculture-sylviculture-pêche, dix dans l'industrie, quatre dans la construction, vingt et un dans le commerce-transports-services divers et cinq étaient relatifs au secteur administratif.
Cette même année, deux entreprises ont été créées par des auto-entrepreneurs.

## Culture locale et patrimoine

### Lieux et monuments
- Château de Kerjean, XVIe siècle, classé monument historique, et ses fourches patibulaires.

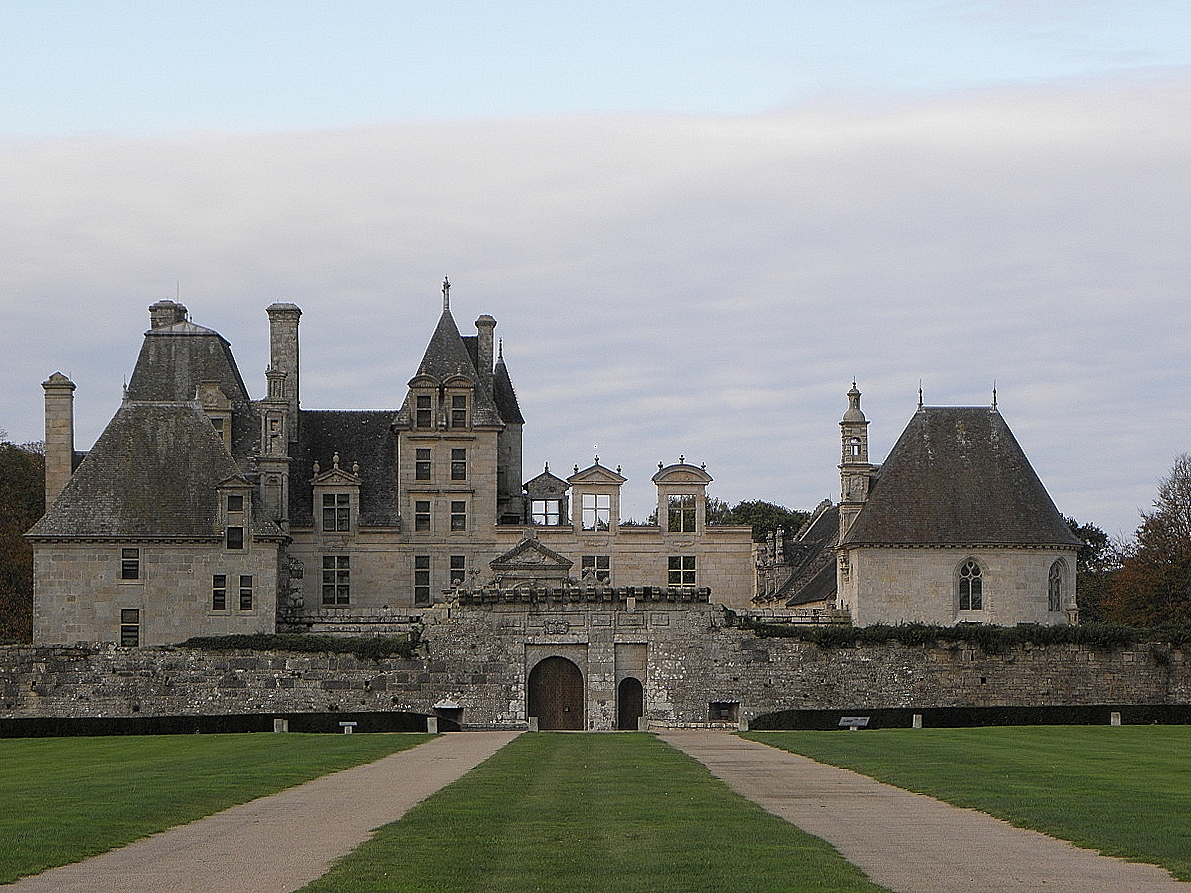
Vue générale du château de Kerjean en Saint-Vougay.
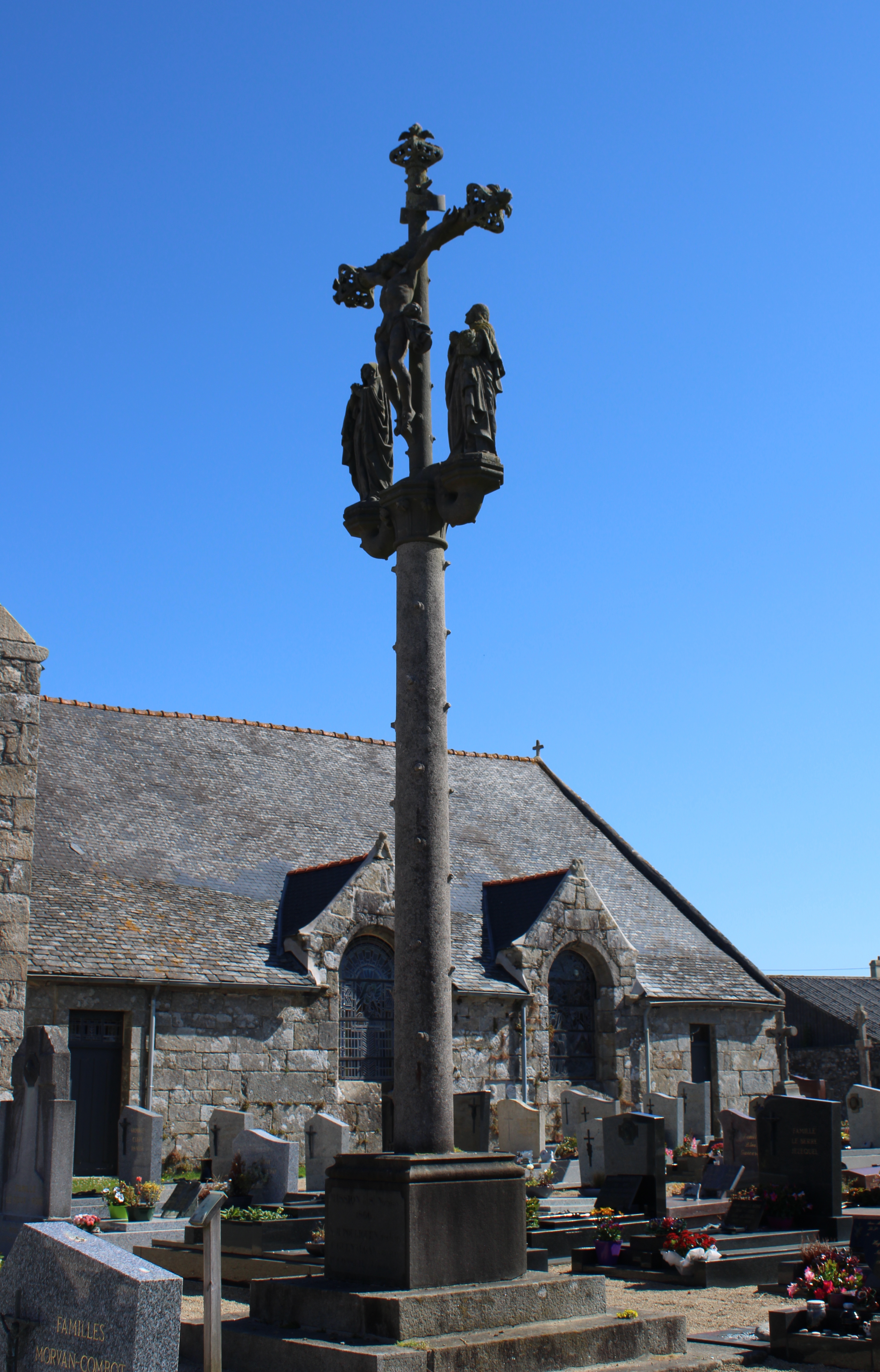
Le calvaire du cimetière.

- Chapelle Saint-Jean-Baptiste et sa fontaine de dévotion : la chapelle date du XVIe siècle. Son pardon se tient le dimanche proche du 24 juin. La chapelle a été construite sur la source. « Lors du pardon les personnes souffrant de maladie des yeux se rendaient à la fontaine guérisseuse aménagée dans le chevet de la chapelle. Là, après avoir lancé des pièces de monnaie dans la source et s'être humecté les paupières, elles pouvaient espérer la guérison »[48]. « Il y a peu de temps encore, les habitants du village se rendaient à la fontaine pour se frotter les yeux. L'eau avait, en effet, la propriété de protéger contre les ophtalmies ou de les guérir » écrit Roger Le Deunff en 1996[49].

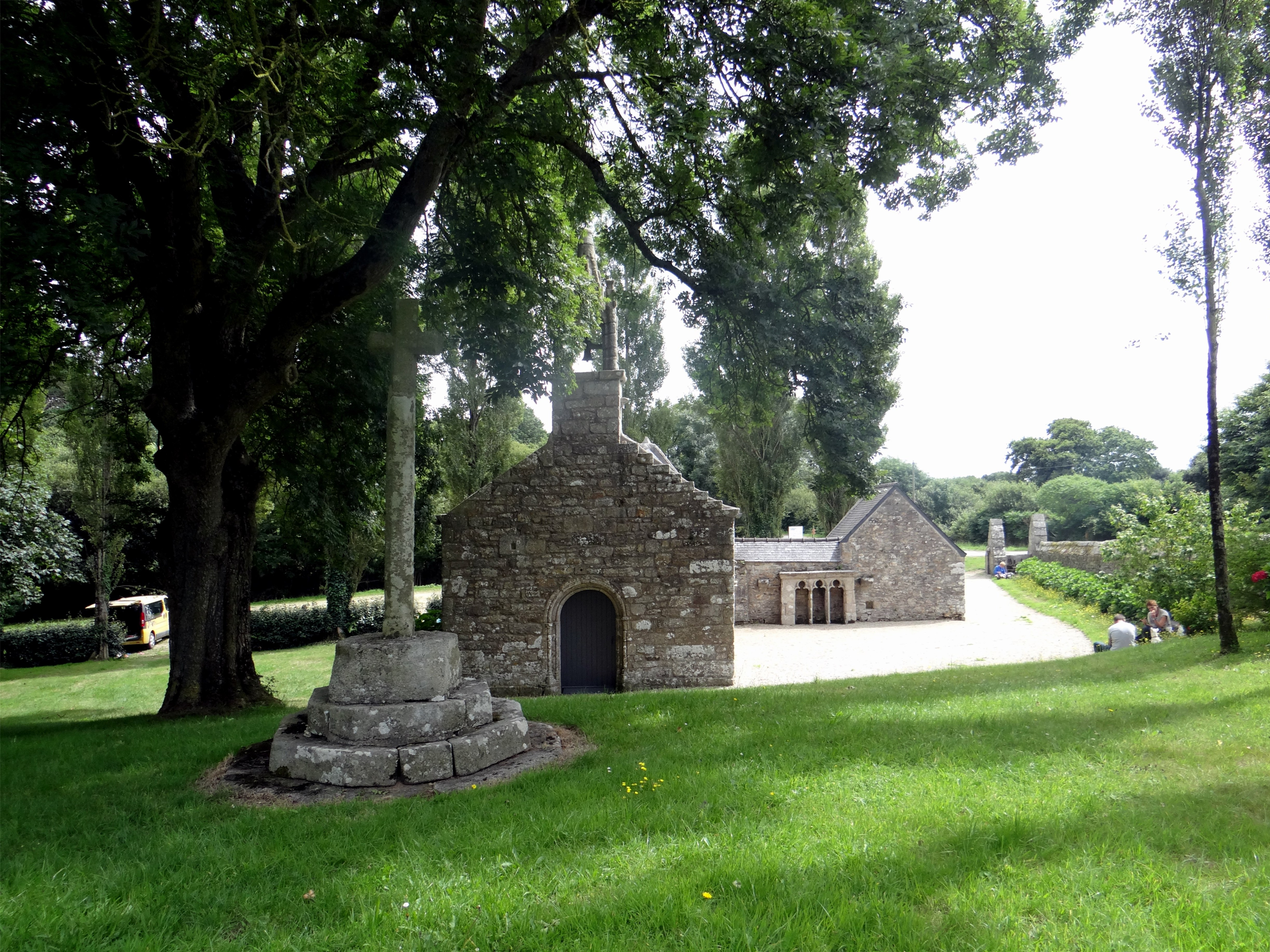
La chapelle Saint-Jean-Baptiste et son calvaire : vue d'ensemble.
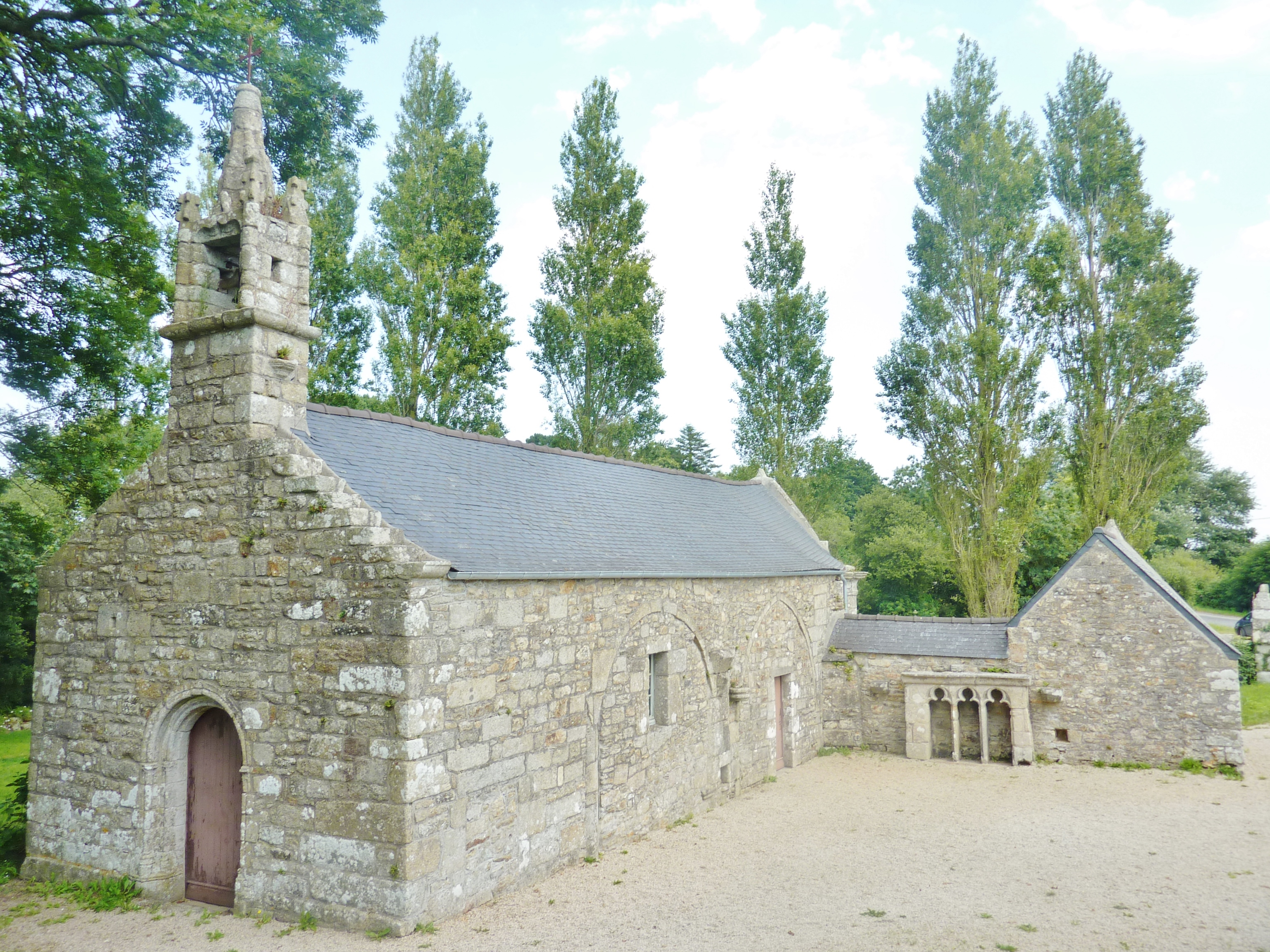
Chapelle Saint-Jean-Baptiste de Saint-Vougay : vue rapprochée.
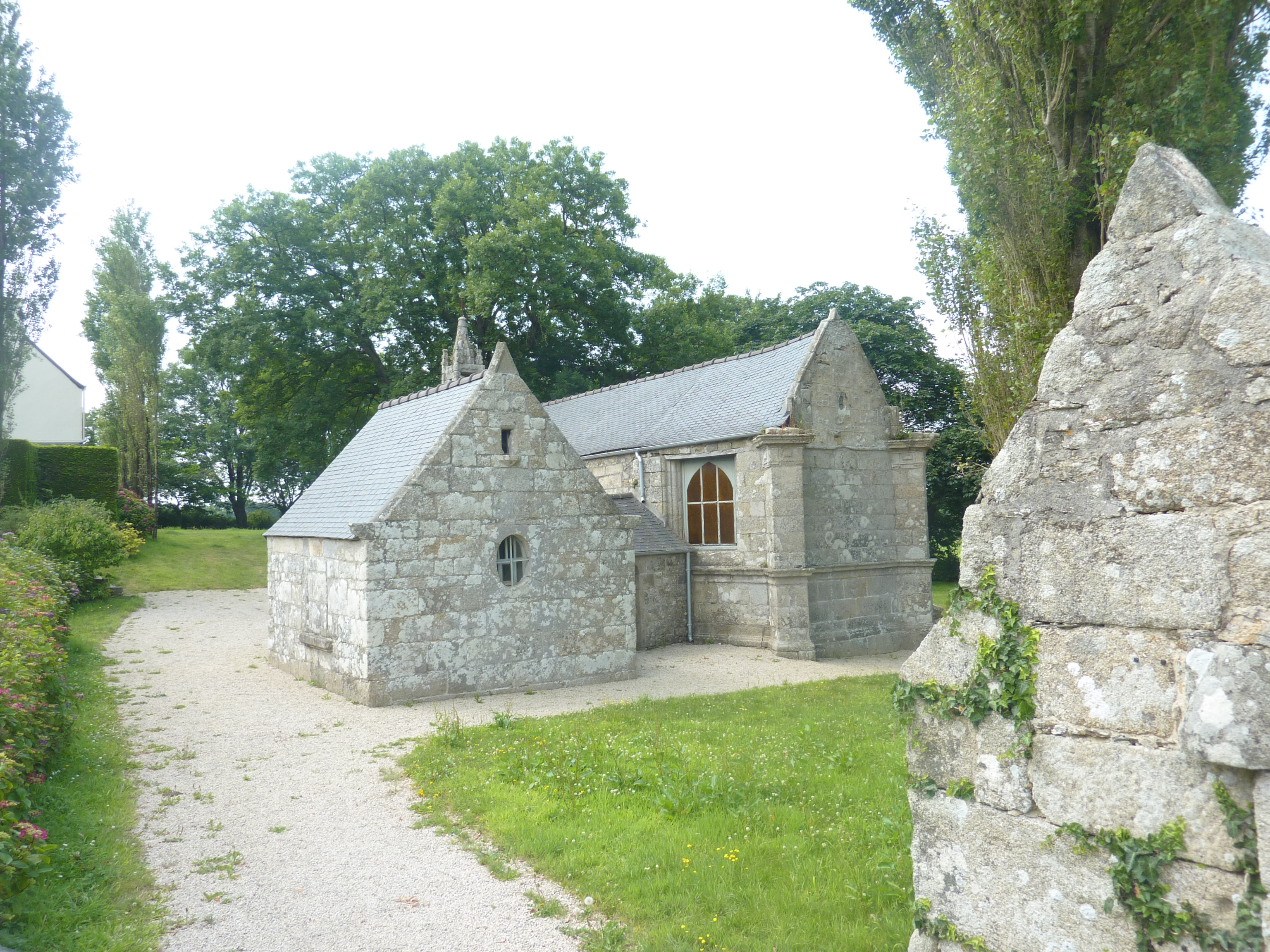
Chapelle Saint-Jean-Baptiste de Saint-Vougay : autre vue.
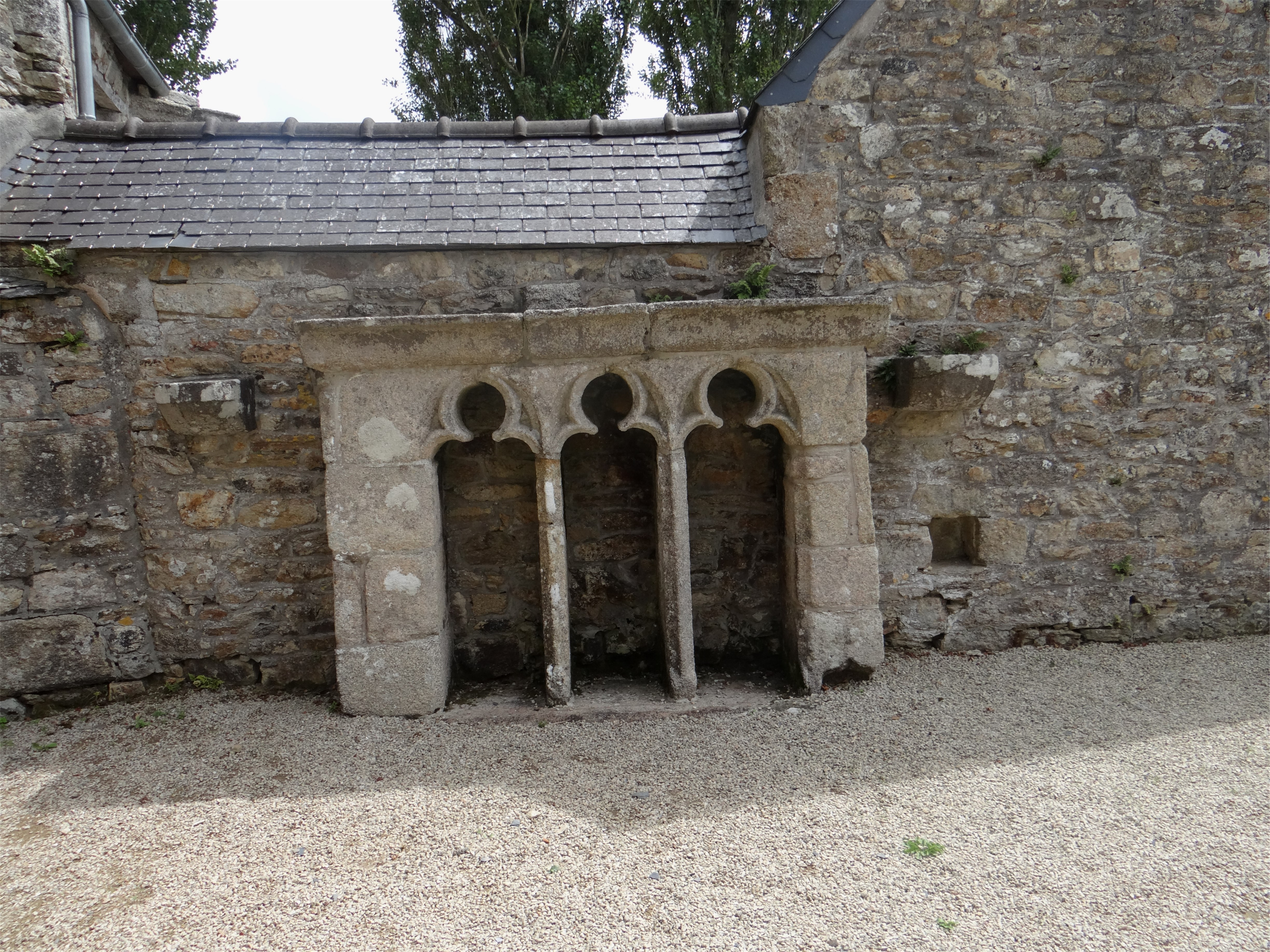
Chapelle Saint-Jean-Baptiste : les restes de l'ossuaire.
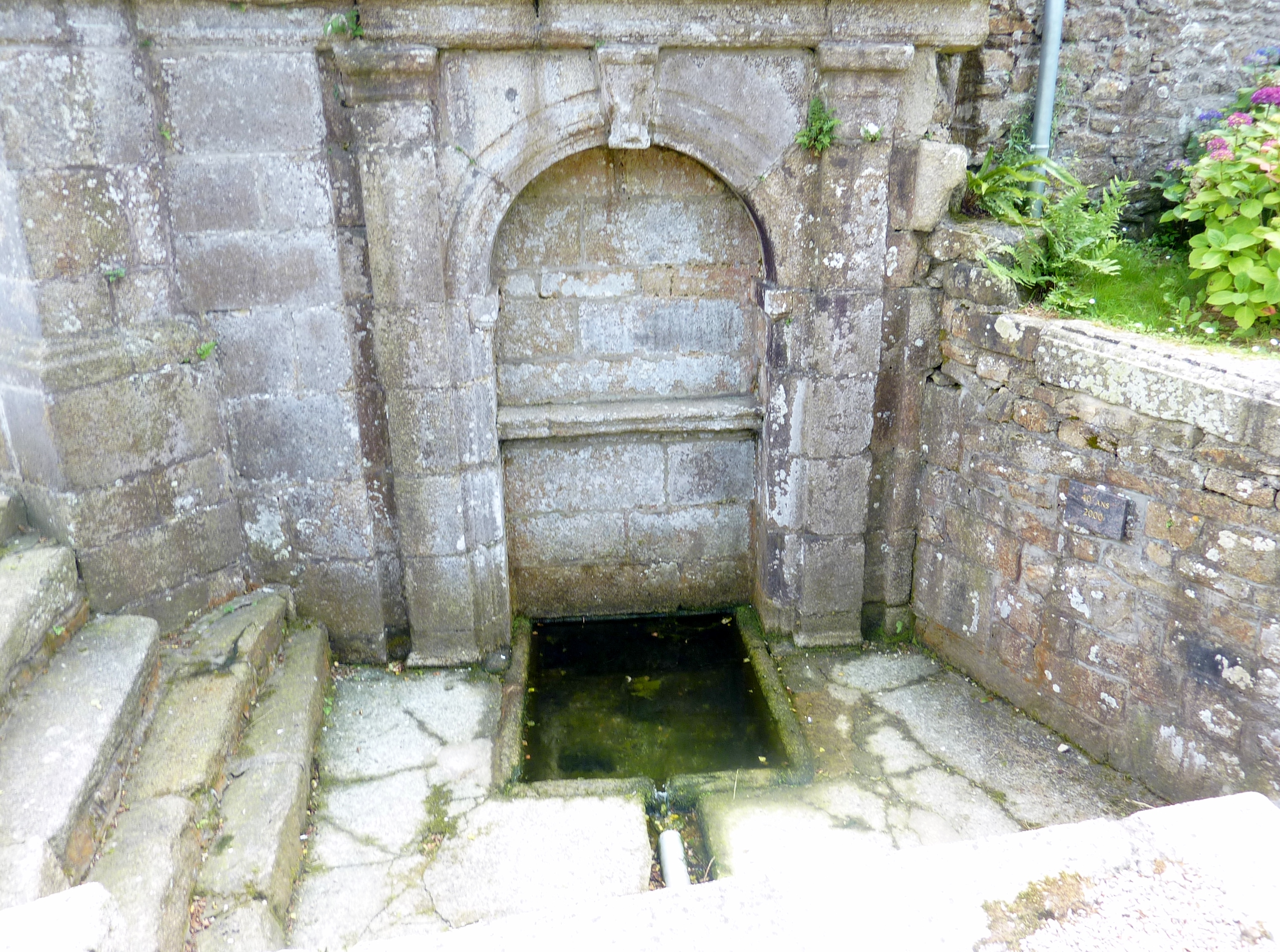
La fontaine de dévotion accolée à la chapelle Saint-Jean-Baptiste.
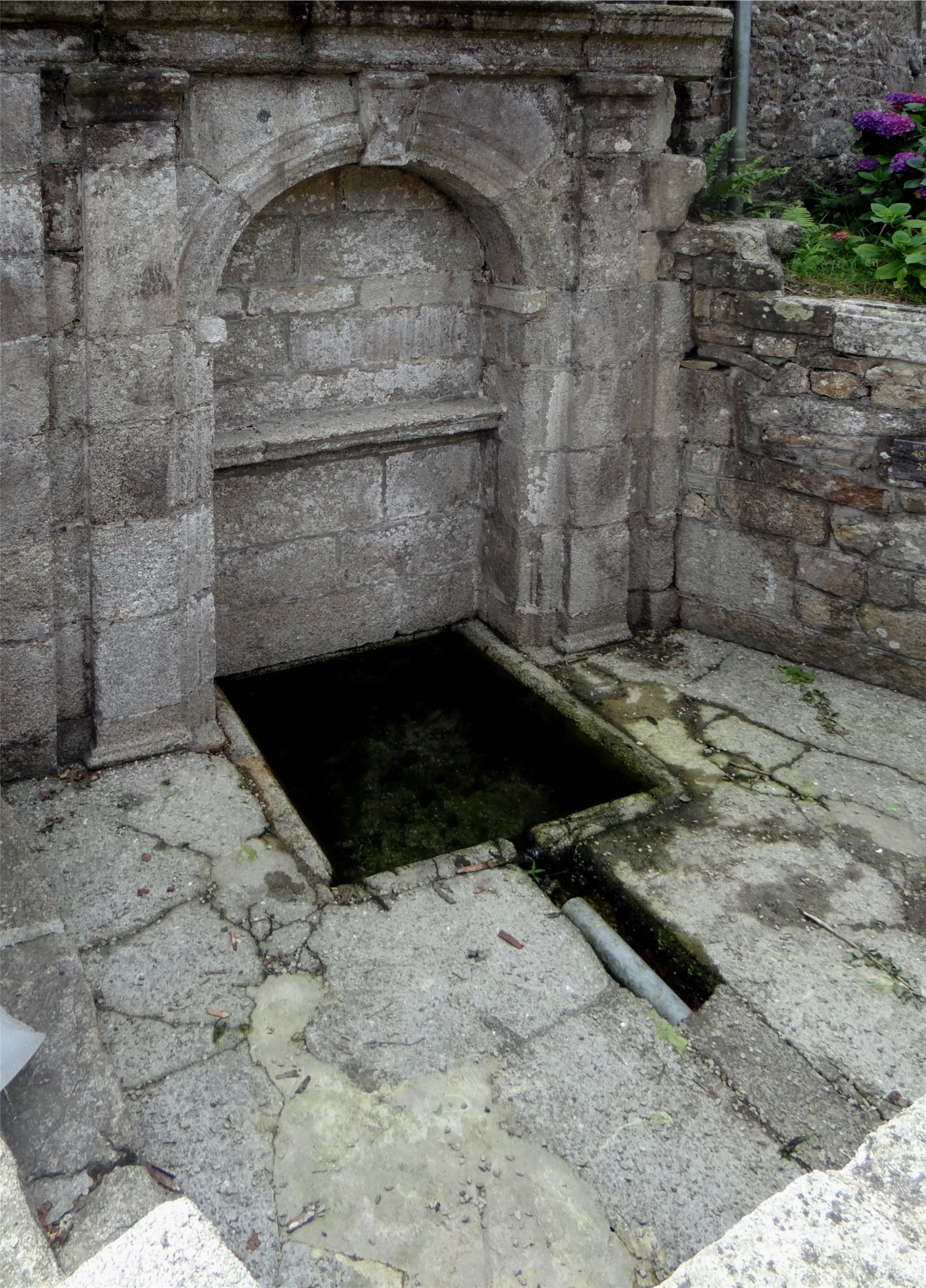
La fontaine de dévotion accolée à la chapelle Saint-Jean-Baptiste (vue partielle).

- L'église paroissiale Saint-Vougay : elle date du XVIe siècle, a été agrandie vers 1628 par le recteur Miorcec et reconstruite en grande partie en 1834 par le recteur Le Saout. Elle comprend une nef de six travées avec bas-côtés et un chœur à chevet plat, avec, en plus, une chapelle des fonts baptismaux et un clocher-porche de type léonard. L'intérieur est lambrissé et contient un mobilier religieux abondant dont une poutre de gloire et des statues (notamment de saint Jean Discalcéat, saint Isidore en bragou-braz, saint Paul, saint Éloi, saint Vougay, ainsi qu'un Christ en croix et une Vierge à l'Enfant). Une sablière représente deux figures de femmes encadrant un angelot et un blochet deux enfants tenant un livre. Ses fonts baptismaux sont constitués de deux cuves monolithes en granite et datent du XVIIe siècle[50]. Un reliquaire en argent, contenant des reliques de saint Reparat et sainte Jueundine, datant du XVIIe siècle, est classé monument historique en 1985[51].

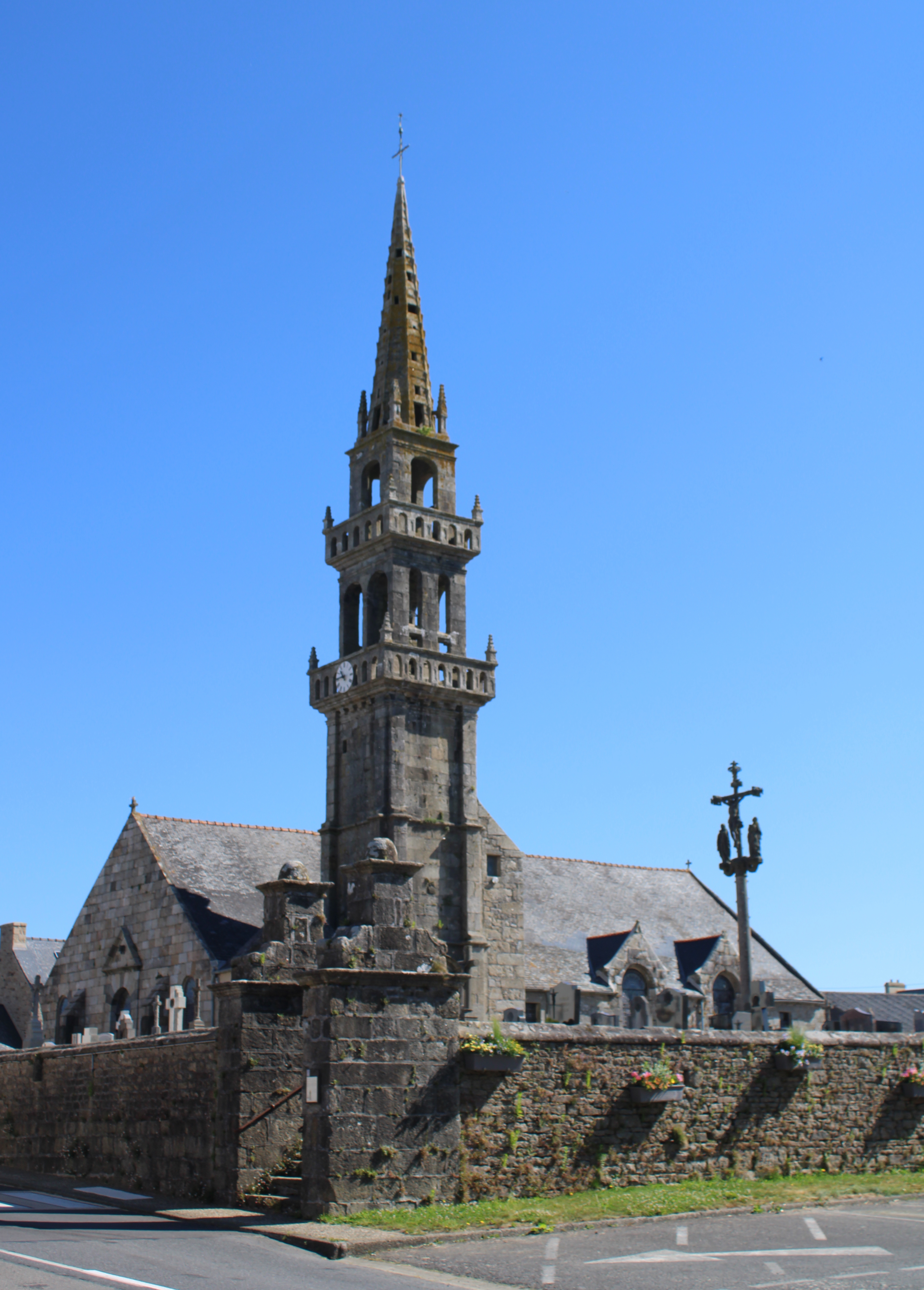
Vue de l'église.
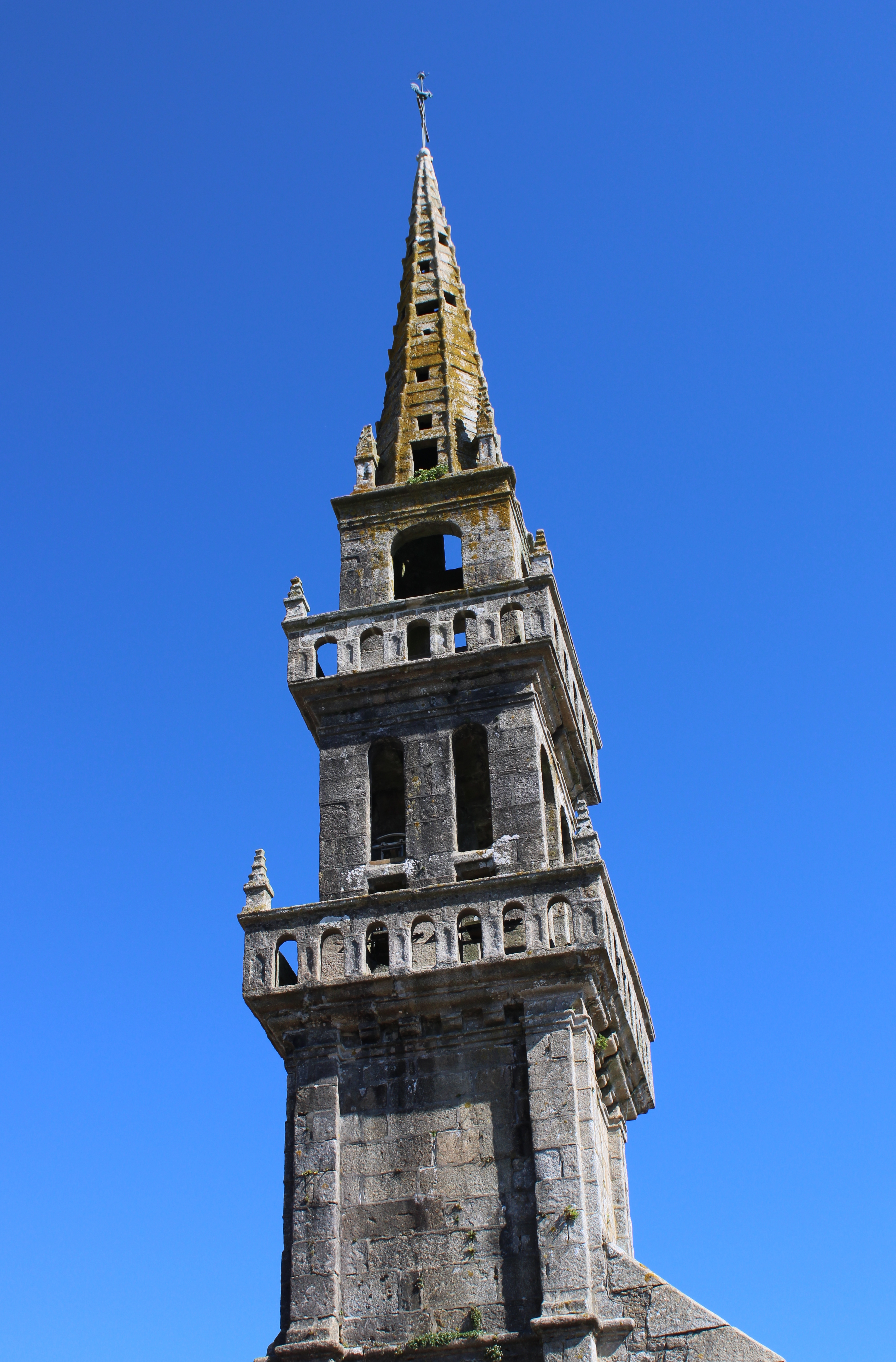
Le clocher de l'église.
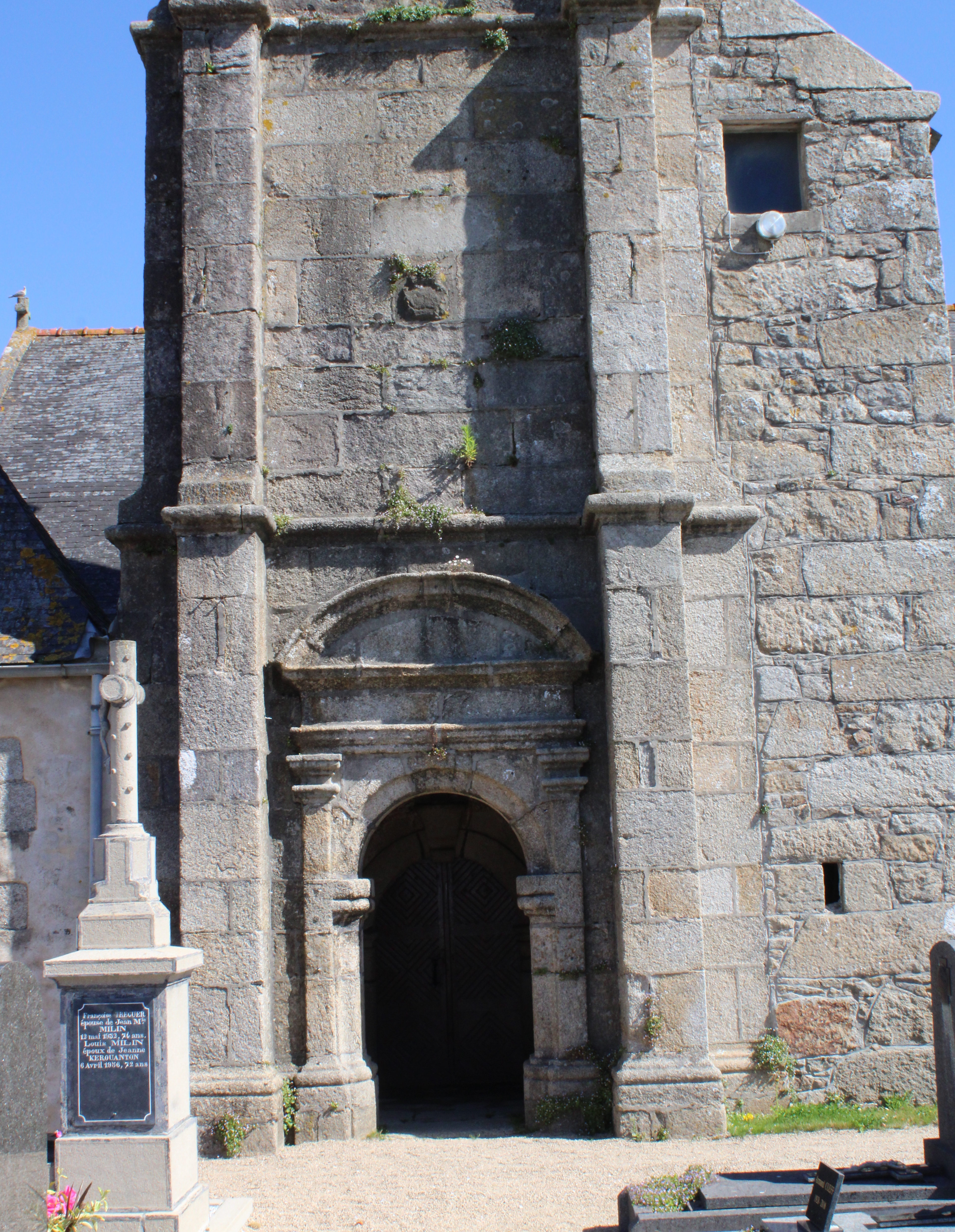
Le porche de l'église.
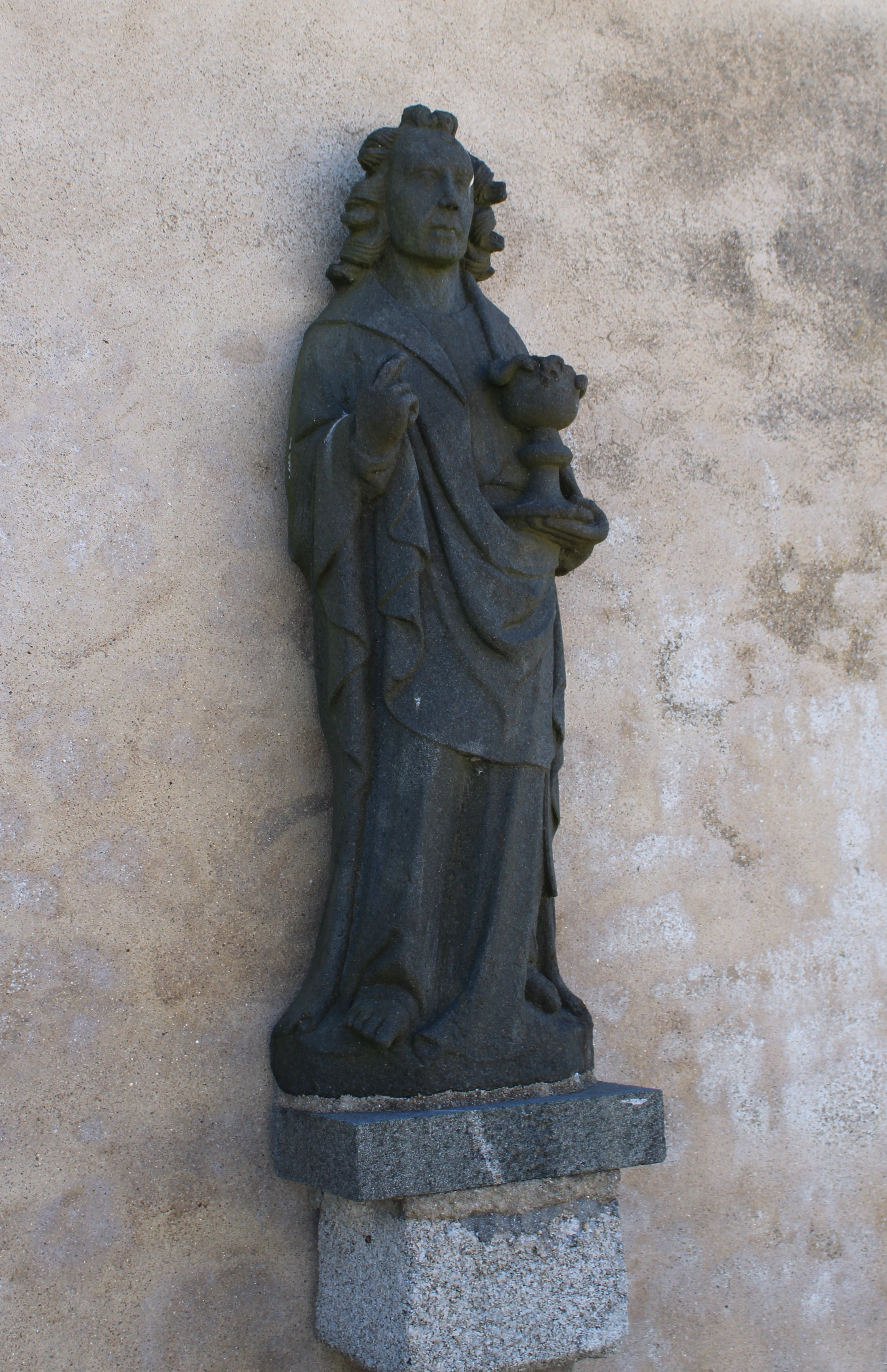
Statue de saint Vougay à l'extérieur de l'église.
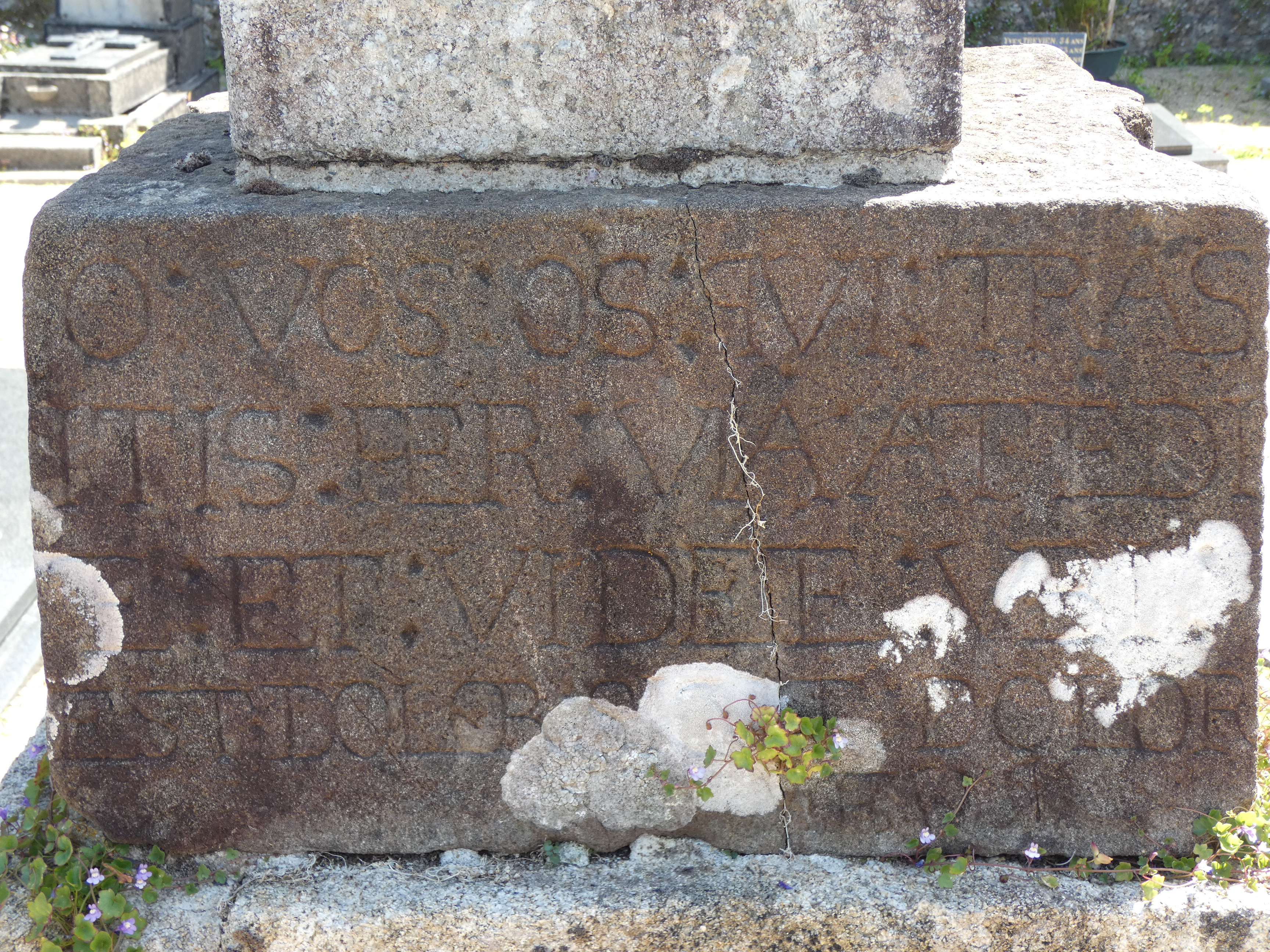
Base d'une croix celtique avec inscription en latin.

- La fontaine Saint-Vougay, dite en breton "feunteun Sant-Vezo" : fontaine édifiée en 1783 par deux tailleurs de pierre de Landerneau : son muretin d'enclos entoure un bassin rectangulaire ; son édicule possède une niche dans laquelle se trouve une statue représentant probablement saint Vougay.

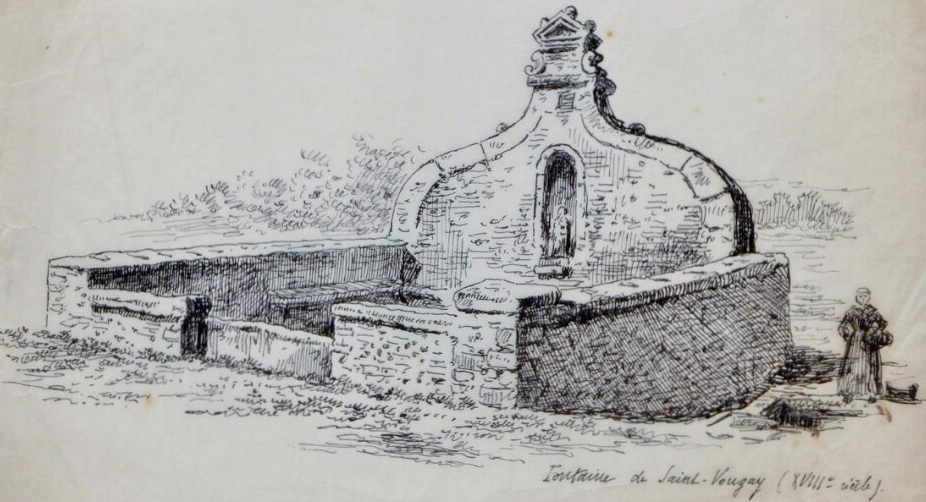
La fontaine Saint-Vougay (dessin de Jean-Marie Abgrall).

- La croix de Traon-Meur : croix de chemin en granit datant du XVIe siècle, haute de 2,50 mètres ; son fût est à section octogonale ; elle est placée sur une ancienne stèle gallo-romaine[52].

### Le festival Agrifête
Le festival Agrifête a été organisé pour la 26e fois le dernier week-end d'août 2021 par les Jeunes Agriculteurs du canton de Plouzévédé-Plouescat (syndicat lié à la FNSEA) ; il a réuni 35 000 visiteurs à proximité du château de Kerjean ; c'est une vitrine de l'agriculture moderne, mais le festival n'oublie pas l'agriculture d'autrefois et a aussi des aspects récréatifs et musicaux.

### La ferme d'Eden
La ferme d'Eden est un parc animalier situé à Kerizinen en Saint-Vougay.

## Événements

### Naissances
- Jean Discalceat né vers 1279, surnommé Santig Du (petit saint noir en breton). Tailleur de pierres, puis moine franciscain canonisé par la vox populi à Quimper pour sa charité et son dévouement, il meurt lors de la peste noire en 1348. Sa statue est visible dans la cathédrale de Quimper ainsi que dans l'église de Saint-Vougay.
- Françoise de Quélen, épouse Barbier au début du XVIIe siècle. Alfred de Musset a tiré de son histoire la comédie Barberine qu'il a située en Bohême.
- Raoul de Forsanz, né le 26 juin 1845 au château de Kerjean en Saint-Vougay, décédé le 14 août 1914 à Versailles, vicomte de Forsanz, général de brigade, officier de la Légion d'honneur[Note 27].

## Démographie
| 1800 | 1806  | 1821  | 1831  | 1836  | 1841  | 1846  | 1851  | 1856  |
| ---- | ----- | ----- | ----- | ----- | ----- | ----- | ----- | ----- |
| 946  | 1 255 | 1 147 | 1 255 | 1 291 | 1 325 | 1 368 | 1 281 | 1 241 |

| 1861  | 1866  | 1872  | 1876  | 1881  | 1886  | 1891  | 1896  | 1901  |
| ----- | ----- | ----- | ----- | ----- | ----- | ----- | ----- | ----- |
| 1 206 | 1 179 | 1 150 | 1 197 | 1 253 | 1 211 | 1 144 | 1 069 | 1 079 |

| 1906  | 1911  | 1921  | 1926  | 1931  | 1936  | 1946  | 1954 | 1962 |
| ----- | ----- | ----- | ----- | ----- | ----- | ----- | ---- | ---- |
| 1 141 | 1 124 | 1 097 | 1 147 | 1 069 | 1 042 | 1 065 | 980  | 911  |

| 1968 | 1975 | 1982 | 1990 | 1999 | 2005 | 2006 | 2010 | 2015 |
| ---- | ---- | ---- | ---- | ---- | ---- | ---- | ---- | ---- |
| 859  | 843  | 812  | 801  | 800  | 890  | 895  | 923  | 903  |

| 2020 | 2022 | - | - | - | - | - | - | - |
| ---- | ---- | - | - | - | - | - | - | - |
| 887  | 879  | - | - | - | - | - | - | - |